# Chartreuse Saint-Martin de Naples
La chartreuse Saint-Martin (en italien : Certosa di San Martino) est un ancien monastère de chartreux situé à Naples, en position panoramique sur la colline de Vomero, à côté du château Sant’Elmo. C’est l’un des plus grands complexes monumentaux religieux de la ville et l’un des exemples les plus réussis de l’architecture et de l’art baroque napolitain. Il compte une centaine de pièces, deux églises, une cour, quatre chapelles, trois cloîtres et des jardins suspendus. Après l’unification de l’Italie, il a reçu le titre de monument national et depuis 1866, il abrite le musée national San Martino qui offre un choix intéressant de l'art et de l'histoire de Naples entre les XVIIe et XIXe siècles.
Le site est facilement accessible par le funiculaire de Montesanto.

## Histoire
La chartreuse Saint-Martin de Naples est fondée sur la colline dominée par le fort Saint-Elme en 1325 par le duc Charles de Calabre et terminée par son père, le roi Robert d'Anjou, et sa fille, la reine Jeanne Ire. La communauté s’installe en 1337, l’église est consacrée en 1368. Une bulle pontificale de Martin V, datée de 1420, la réunit avec la communauté de la chartreuse de Guillonèse, trop pauvre.
La peste éprouve gravement la maison en 1528. 
Au XVIIe siècle, les prieurs de cette très riche maison en font un monument célèbre.
Après la proclamation de la république de Naples en 1799, la chartreuse est supprimée par les occupants français en 1800, restituée par le roi Ferdinand IV en 1804 puis à nouveau supprimée par le roi Joseph Bonaparte en 1806. Ferdinand II la rétablit légalement en 1831, effectivement en 1836. 
En 1866, la chartreuse est incamérée par le gouvernement italien, devient propriété de l'État italien, et est transformée en musée consacré à l'art et l'histoire de Naples. Une petite communauté s’y maintenant seule jusqu’en 1921.

## Architecture
Du XVIe au XVIIIe siècle, les plus grands artistes de l'époque, de nombreux architectes, dont Tino di Camaino et Cosimo Fanzago, travaillèrent à sa construction. Remaniée à plusieurs reprises et refaite au XVIIe siècle selon les canons du typique baroque napolitain, la chartreuse se compose d'une église à nef unique, splendidement décorée et ornée de fresques, d'un grand cloître et du dénommé « cloître des Procurateurs », tous deux du XVIe siècle.

### Plan

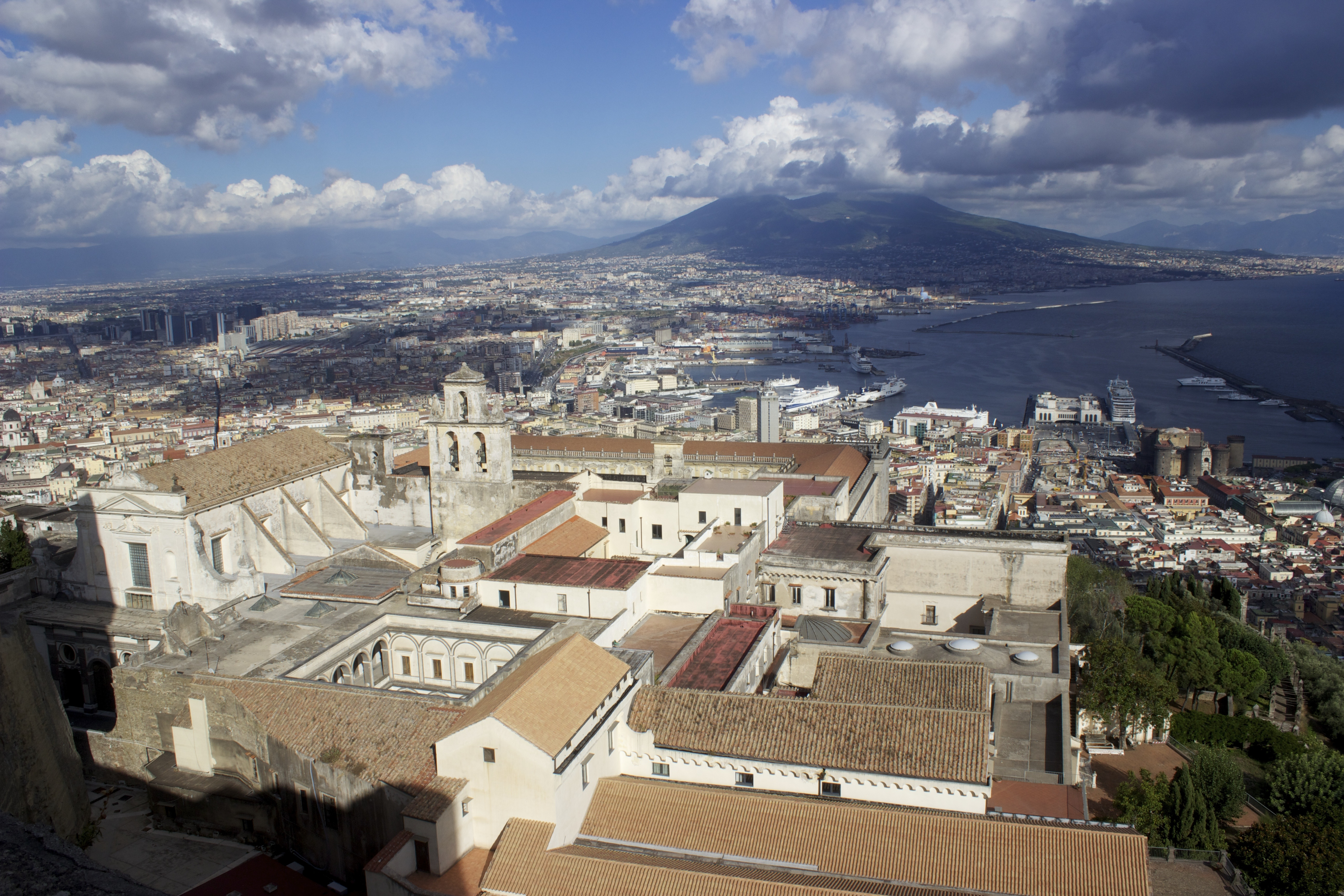
Plan général sur la chartreuse.

| ██ L'église des Femmes ██ Cortile ██ L'église principale 1. Pronaos 2. Nef 3. Chapelle de San Gennaro 4. Chapelle de San Giuseppe 5. Chapelle de San Bruno 6. Chapelle dell'Assunta 7. Chapelle de San Nicola (ou vieille sacristie) 8. Chapelle de San Martino 9. Chapelle del Battista 10. Chapelle de San Ugo 11. Chapelle del Rosario 12. Abside 13. Sacristie 14. Passaggetto 15. Chapelle du vieux Trésor 16. Chapelle du nouveau Trésor 17. Salle capitulaire 18. Coro dei conversi 19. Passaggetto 20. Parloir 21. Réfectoire 22. Petit cloître 23. Chapelle della Maddalena ██ Musée San Martino ██ Grand cloître de San Martino ██ Cimetière des moines ██ Quartier du Prieur ██ Corridor ██ Cloître des Procurateurs ██ Pharmacie | Plan |

## Moines célèbres
Prieurs
- 1393 : Matteo de Tito fondateur de la chartreuse Saint-Nicolas de Chiaromonte[1].
- Lumbolo († 1572), élevé par Jeanne d'Aragon, la mère de Charles-Quint, prieur, puis convisiteur de la province de Lombardie[2].
- 1579 : Andreu ou André Capella (1529-† 1609), né à Valence en 1529, entre chez les jésuites, maître des novices et recteur du collège de sa ville natale. Il fait profession à la chartreuse de Scala Dei en 1570. Il est prieur de Porta Cœli en 1574, de Scala Dei en 1575, du Paular en 1576, de Naples en 1579, de Milan en 1581, et à nouveau de Scala Dei en 1584. Chargé par le roi de la réforme des bénédictins et des chanoines réguliers d'Espagne, il est nommé évêque d’Urgell en 1588.
- Sévère Turboli, entreprend les grands travaux d'agrandissement et d'embellisement au début du XVIIe siècle[3].
- ?-1668 : Andrea Cancelleri (1600-† 1668), né à Naples en 1600, profès de Naples le 11 novembre 1617, successivement prieur de Padula et de Naples et visiteur de la province de Saint-Bruno, mort en charge le 2 février 1668.
- 1851-1859 : Raphael Gioannangeli (1800-† 1871), Nicolo en religion, né à Campoli, profès de Trisulti le 11 juin 1821, nommé procureur général en 1850, puis prieur de Naples en 1851, déposé sur ses instances en 1859, revient à Trisulti, comme procureur.
- 1859-1863 : François de l’Assomption Ferreira di Mathos (1803-† 1865), né à Lisbonne, il fait profession à la chartreuse voisine le 15 août 1825, élu prieur de Florence en 1842, visiteur de Toscane en 1843, prieur de Trisulti en 1846, à nouveau prieur de Florence et visiteur en 1848, procureur général en 1851, prieur de Naples en 1859 et de Padula en 1863, mort en charge[4].

Supérieurs
- 1916-1919 : Stanislas Autore (1853-† 1920)
- 1919-1922 : Ambroise Bérard (1861-† 1939)

## Œuvres réalisées à la chartreuse de Naples

### Fresques

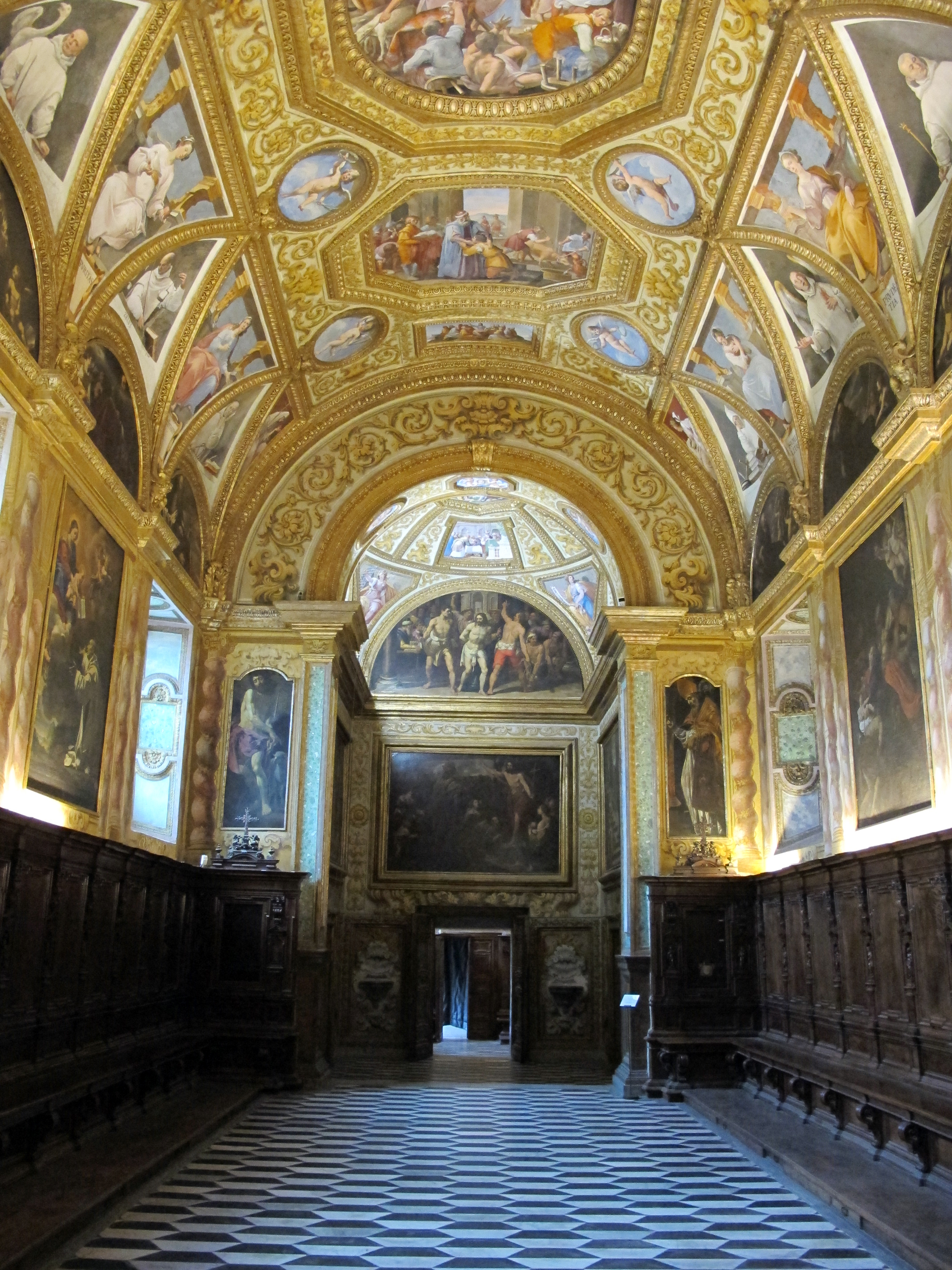
Fresques de la voûte dans le passage entre le parloir et la salle capitulaire par Bernardino Cesari
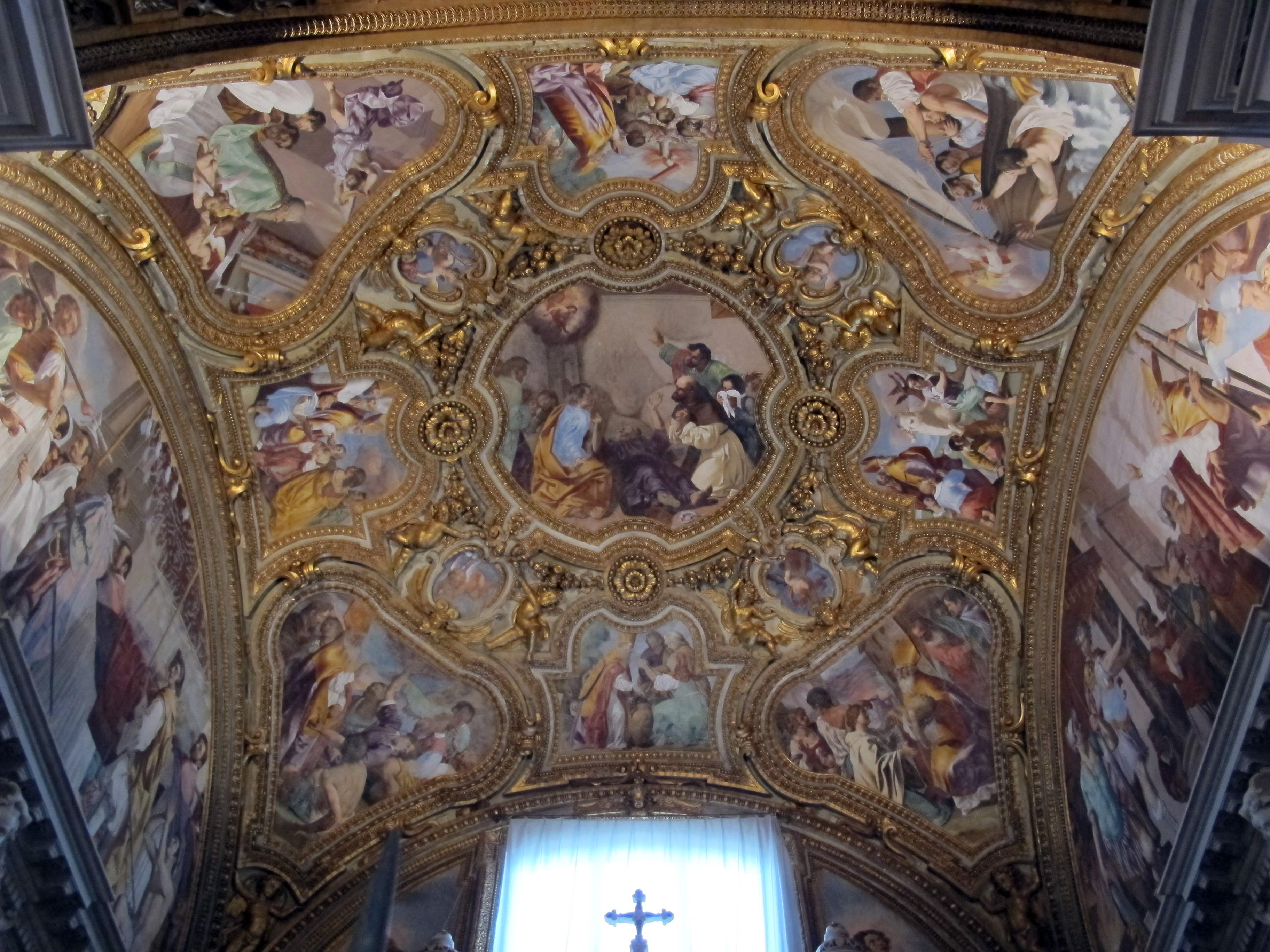
Fresques de la voûte de la chapelle Saint-Martin par Paolo Domenico Finoglia
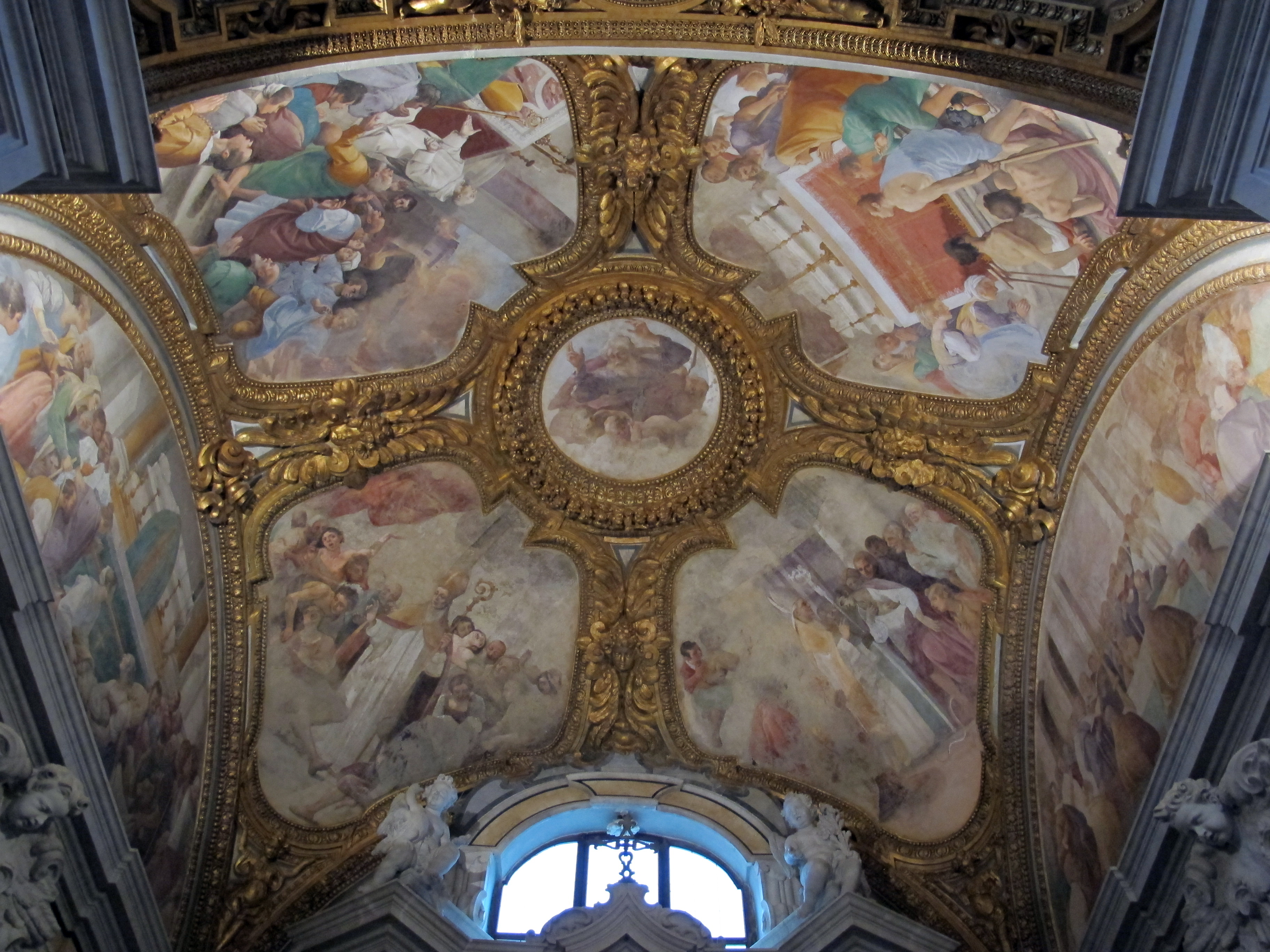
Fresque de la chapelle Saint-Hugues par Belisario Corenzio
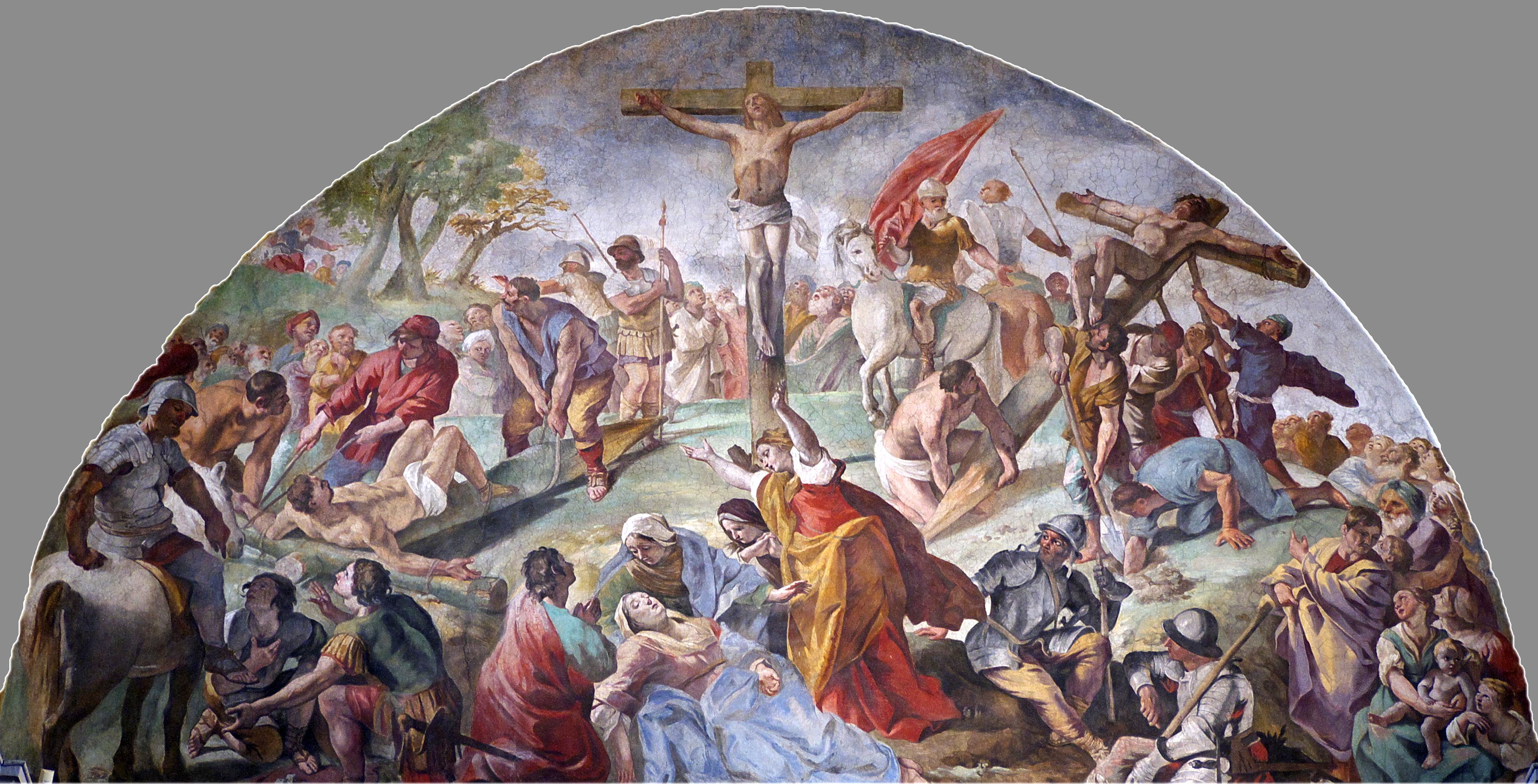
Voûte de la nef de l'église de la chartreuse (1637-1638) par Giovanni Lanfranco
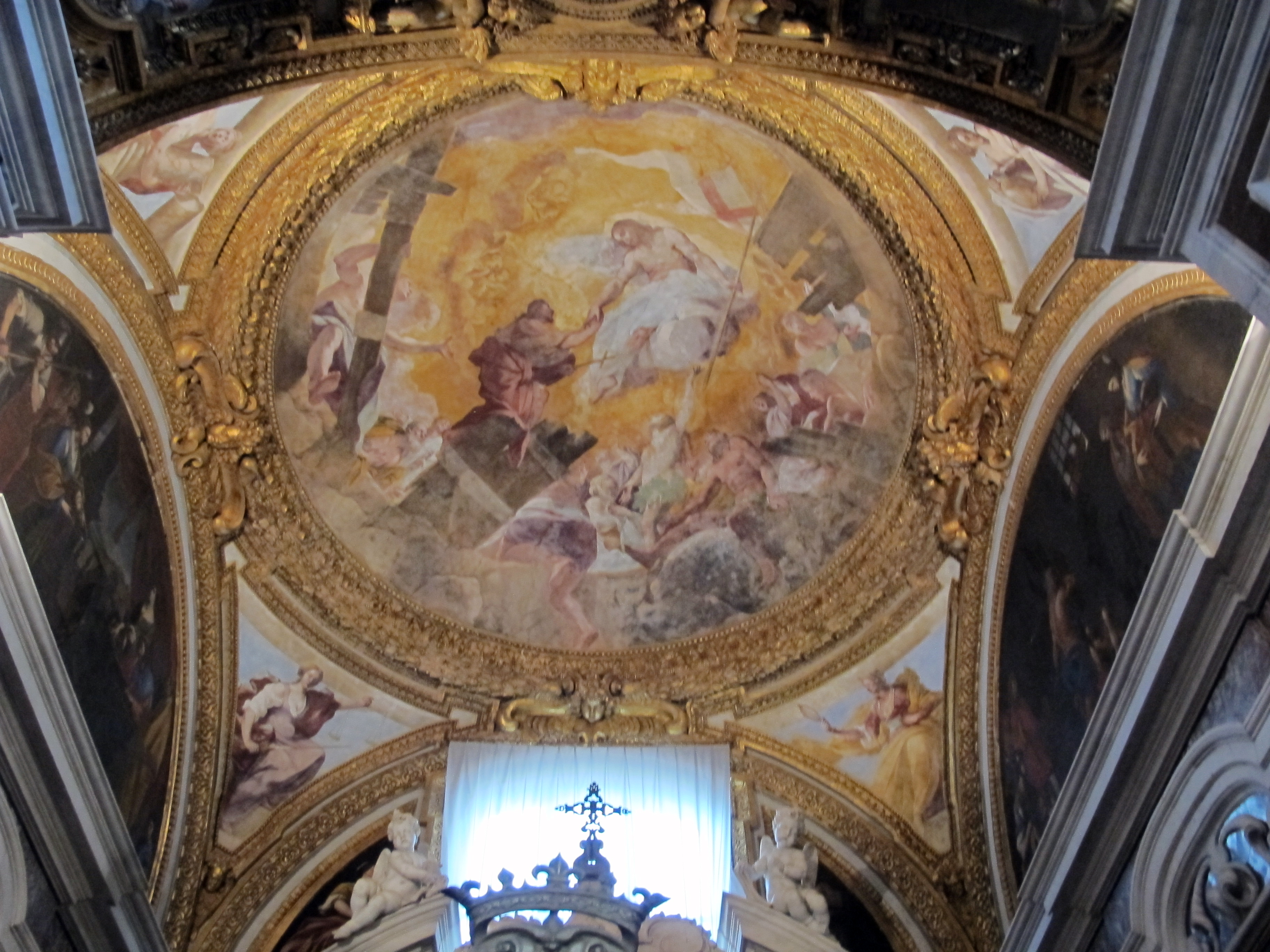
Fresques de la voûte de la chapelle Saint-Jean Baptiste par Massimo Stanzione
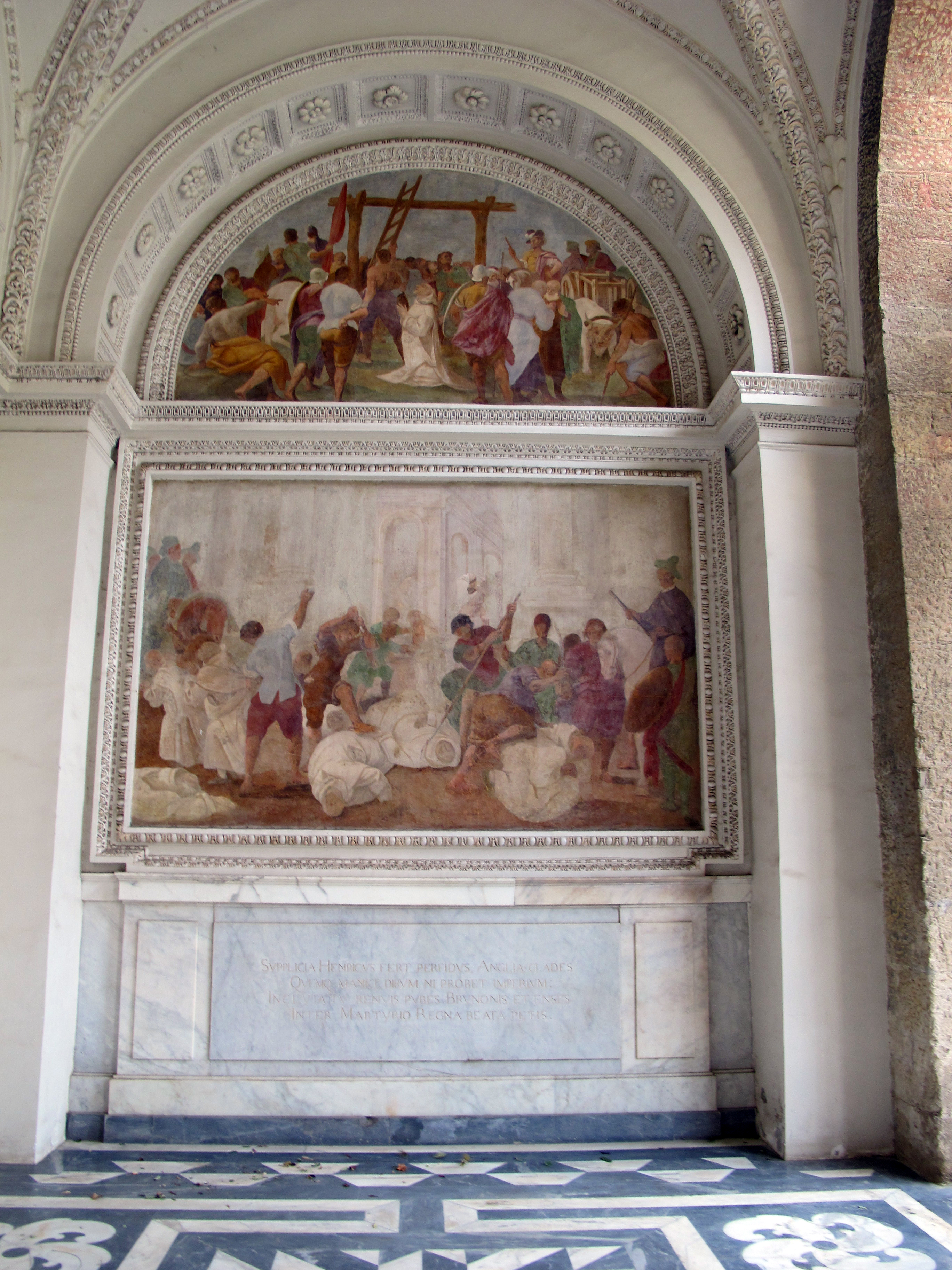
Fresques du pronaos de l'église par Micco Spadaro
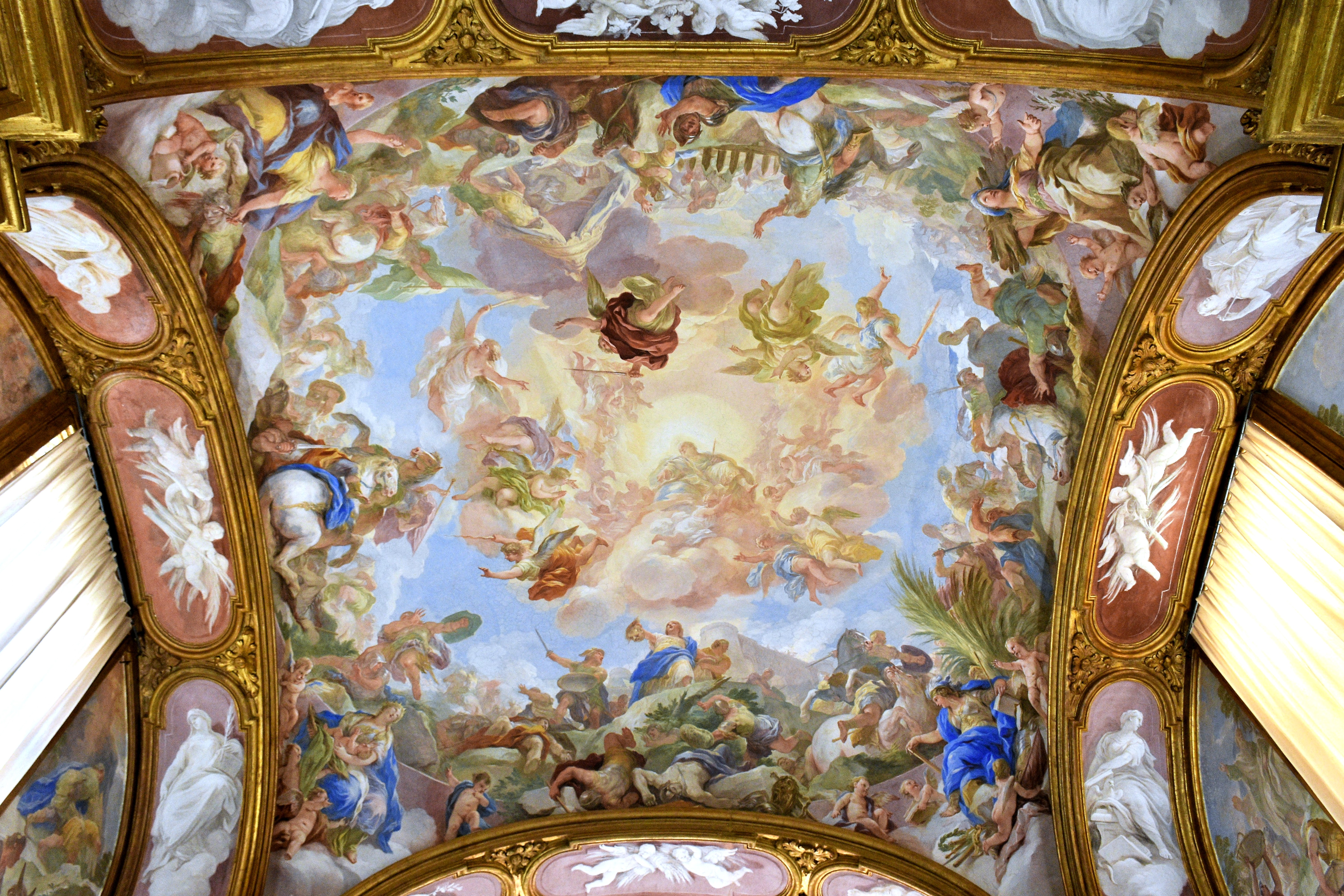
Coupole de la chapelle du Trésor, représentant les Histoires de Judith et l'Ancien Testament, par Luca Giordano

### Peintures
- Christ mort (tableau détruit) d'Andrea Sabatini[7].
- Nativité de Guido Reni peint à la chartreuse de 1630 à 1642
- Descente de croix de José de Ribera[7]
- Madeleine, gravure d'Andrea Vaccaro[8].

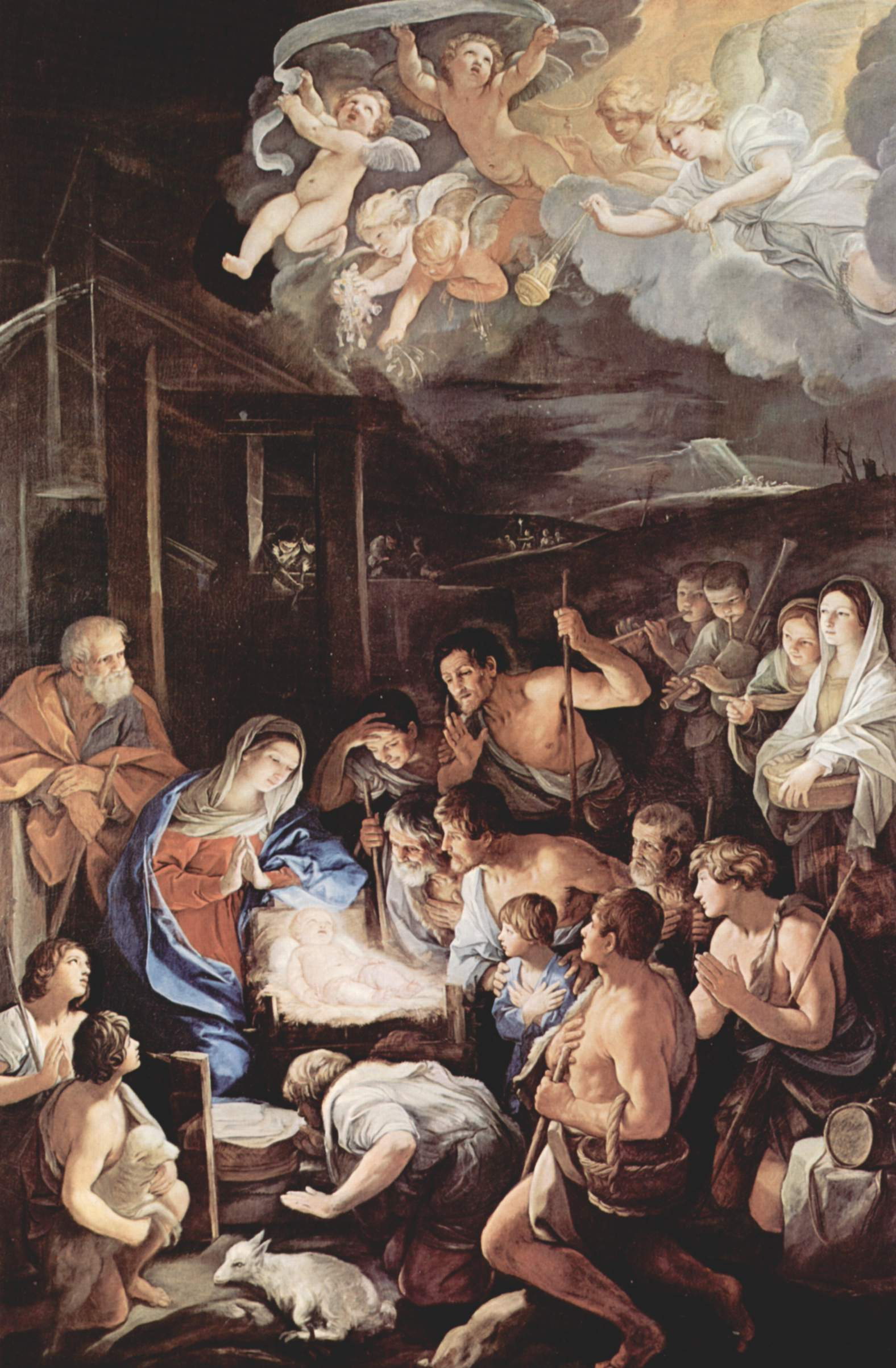
Nativité de Guido Reni
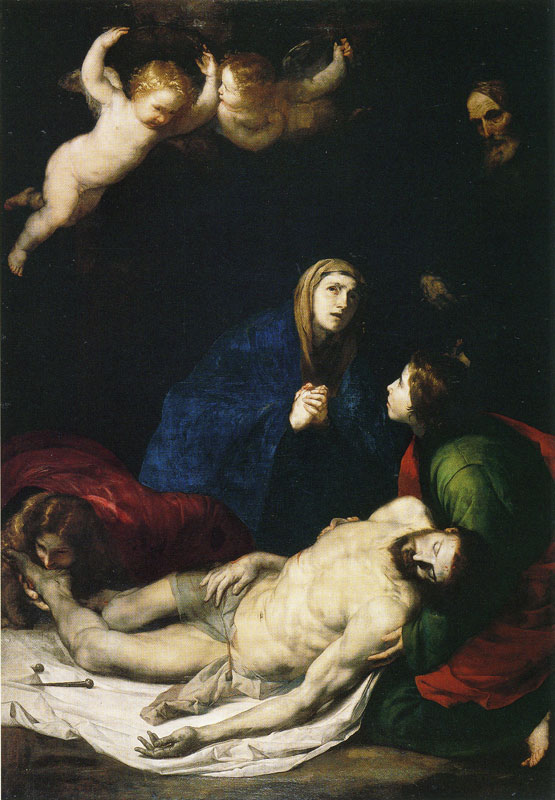
Descente de croix de José de Ribera

### Sculptures
- Vierge à l'Enfant, marbre de Pietro Bernini[9]

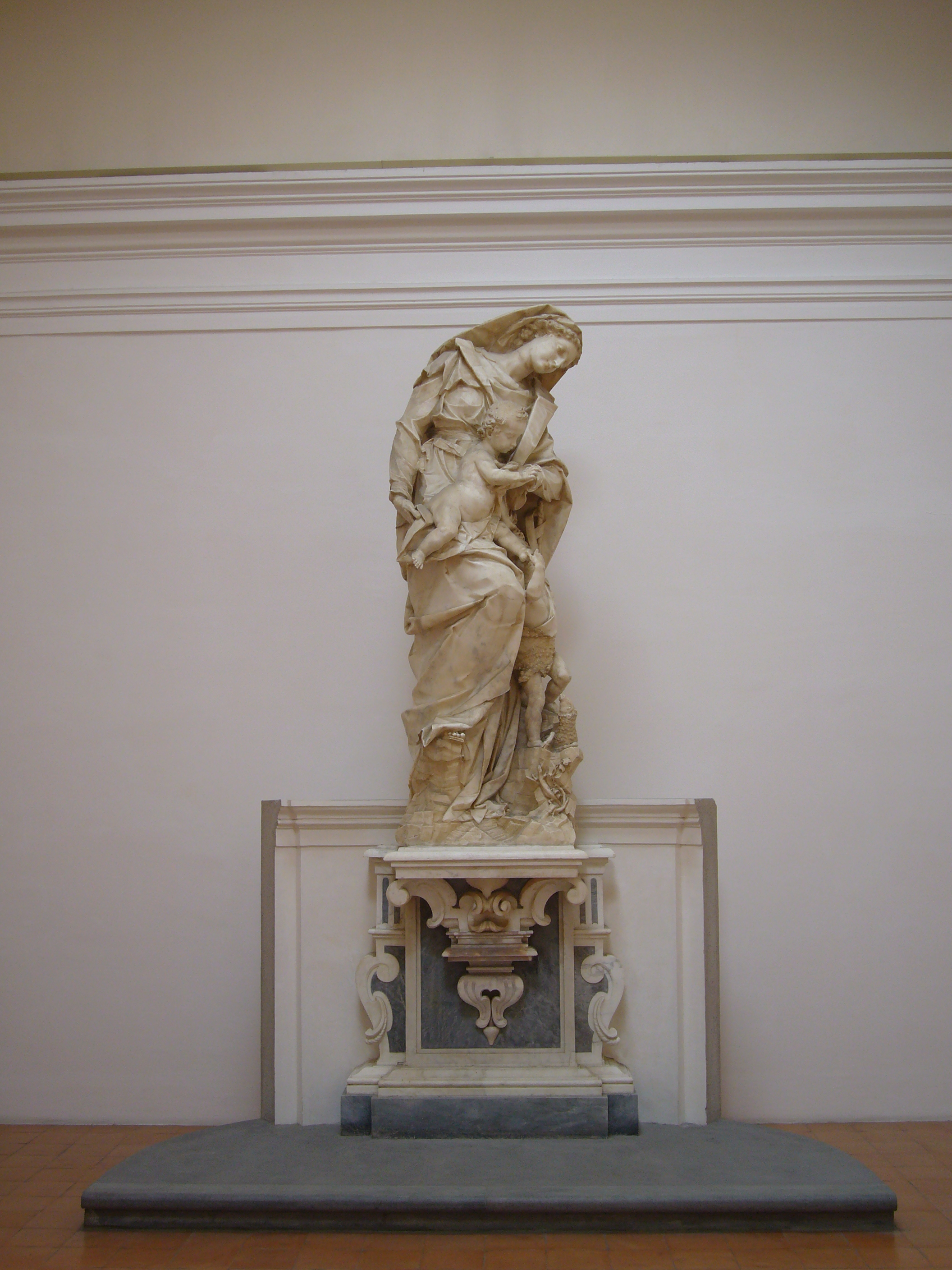
Vierge à l'Enfant de Pietro Bernini

## Les collections du musée di San Martino

### Le Quarto del Priore
- Triptyque de Jean Bourdichon (v. 1500)

### Section historique
- La Tavola Strozzi : représente une des premières vues de Naples.
- Œuvres de Micco Spadaro : La Révolte de Masaniello (1647) et la Piazza del mercatello (1656).

## Illustrations

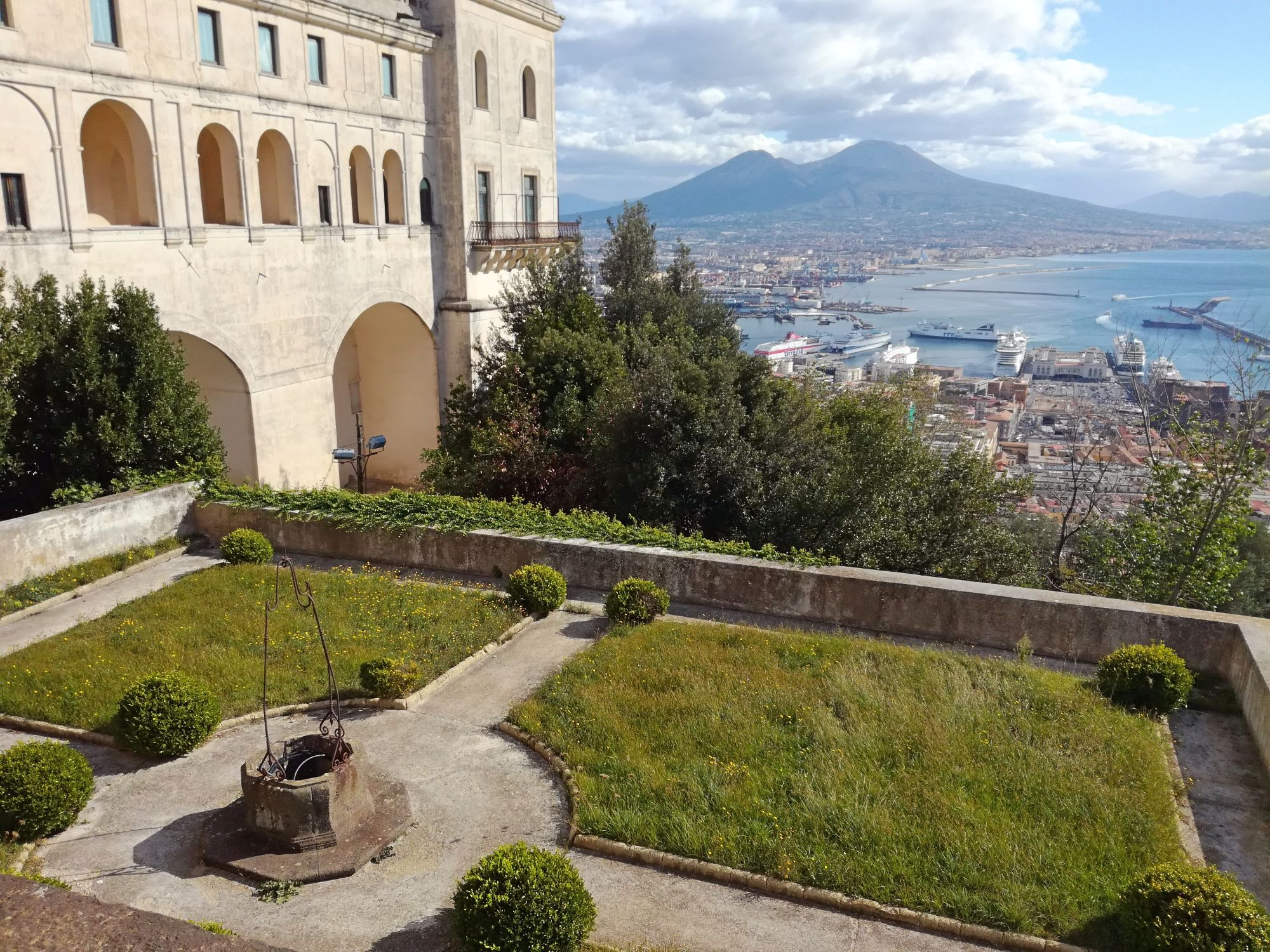
Le jardins suspendus.
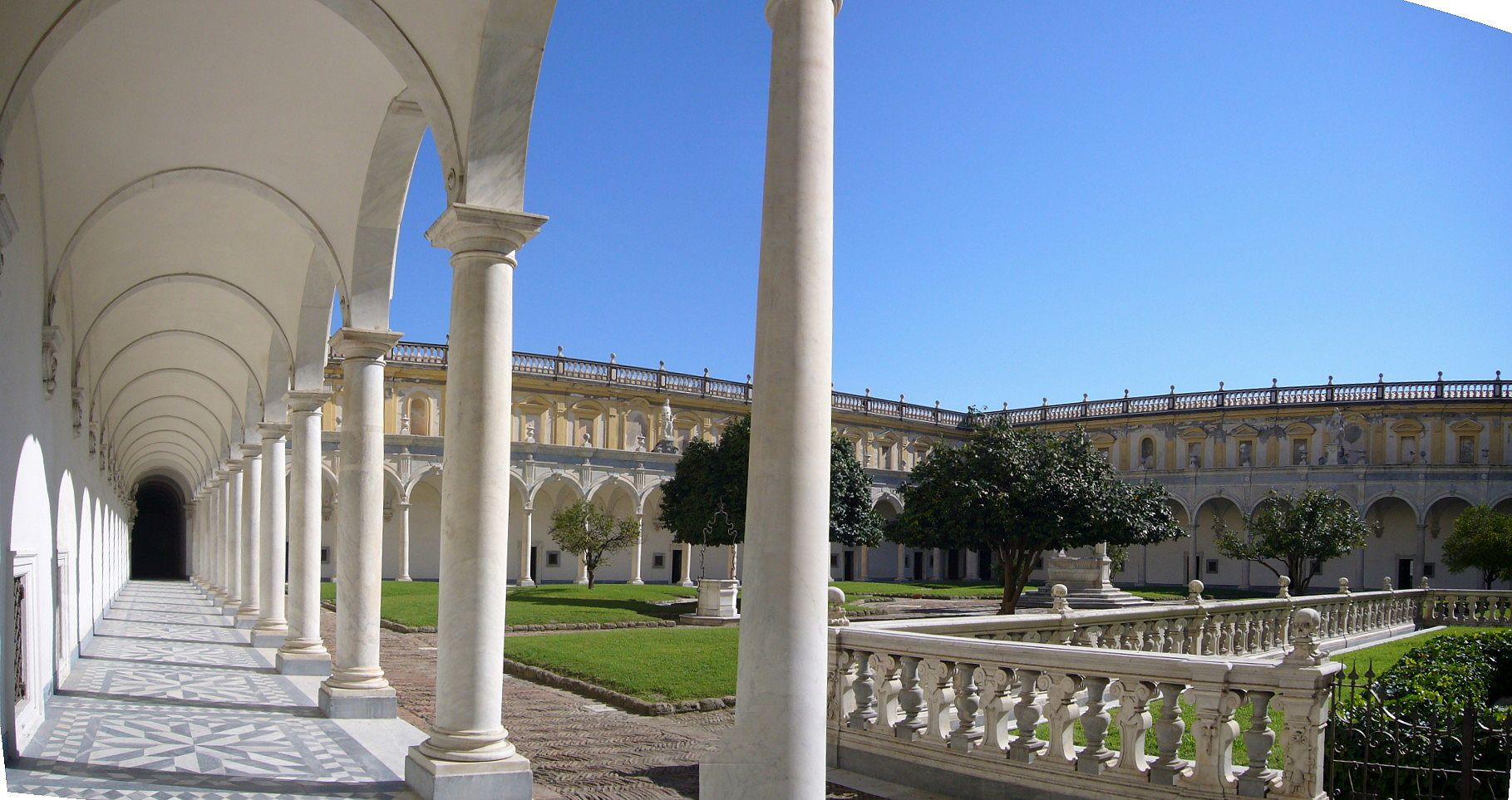
Le grand cloître.
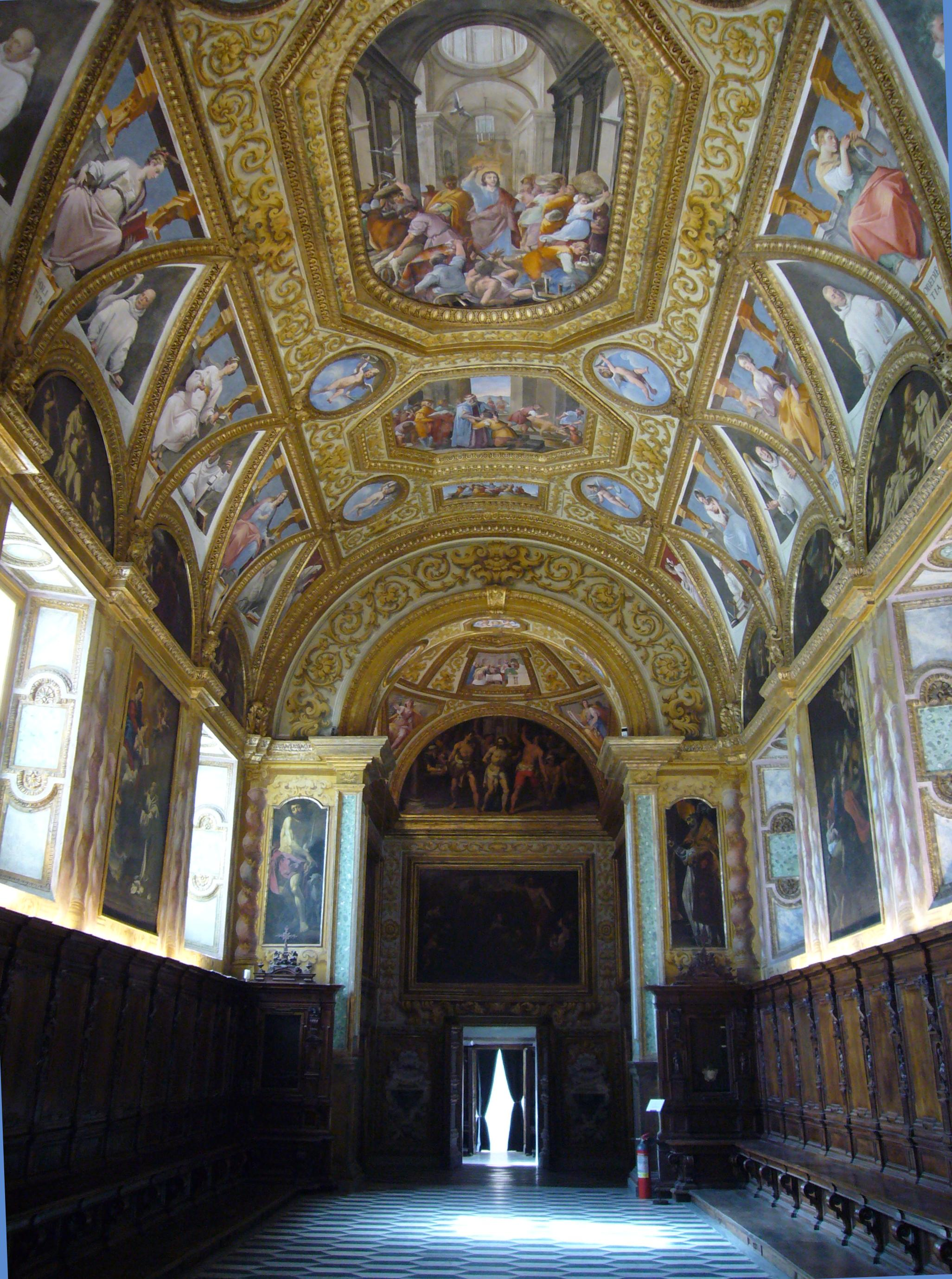
Le parloir.
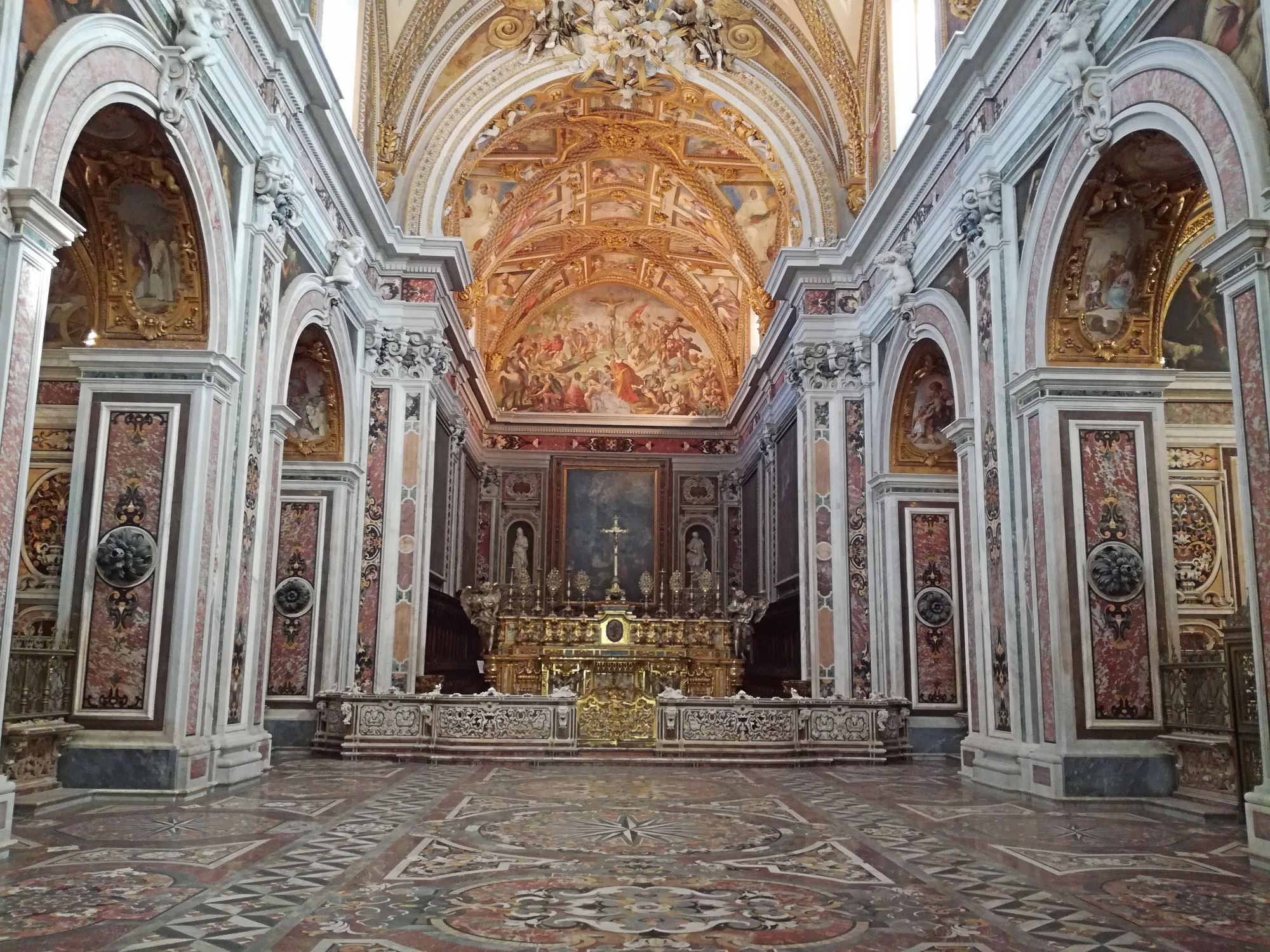
L'église, avec sa somptueuse décoration baroque en marqueterie de marbres polychromes.
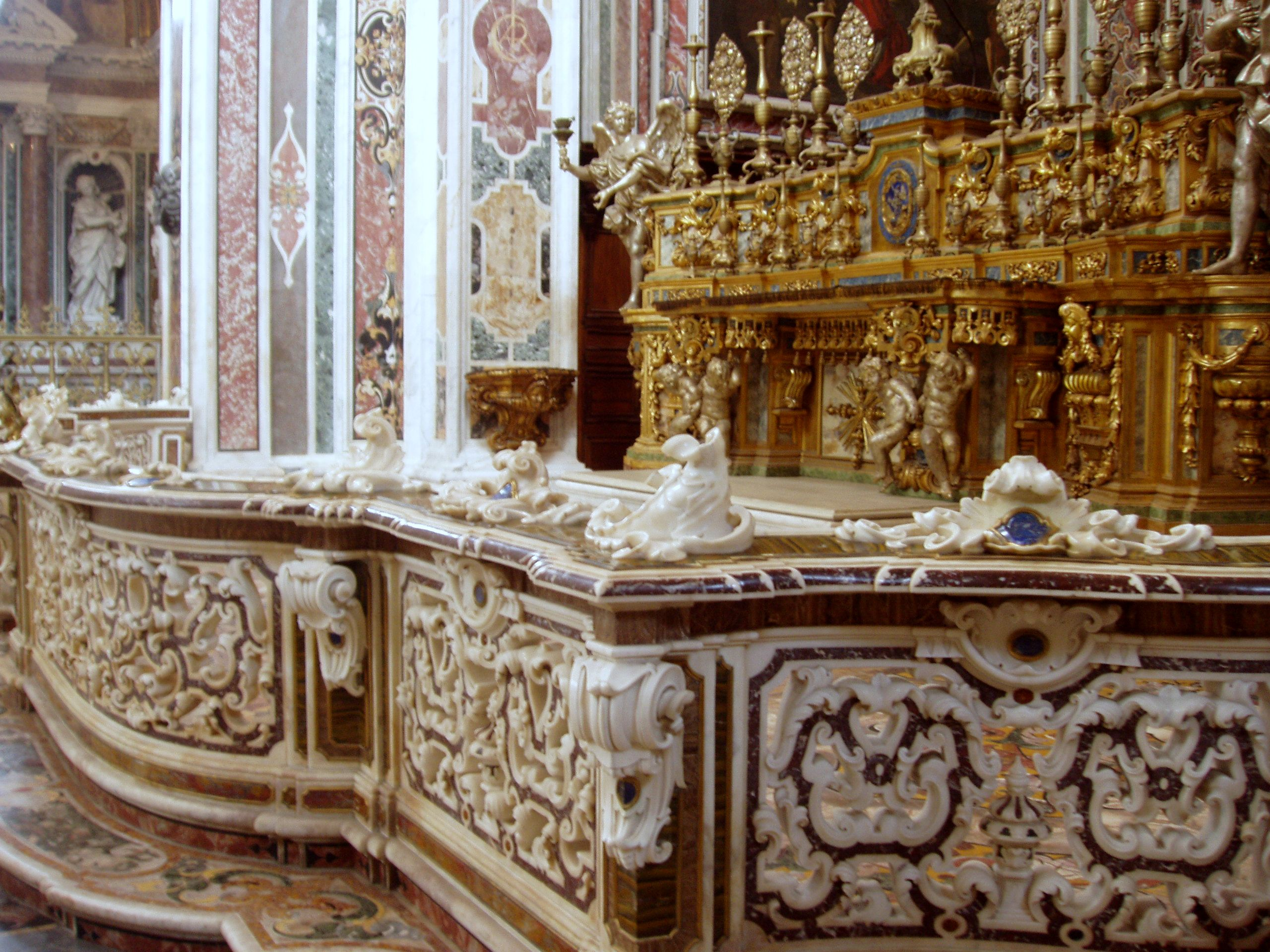
L'autel de l'église.
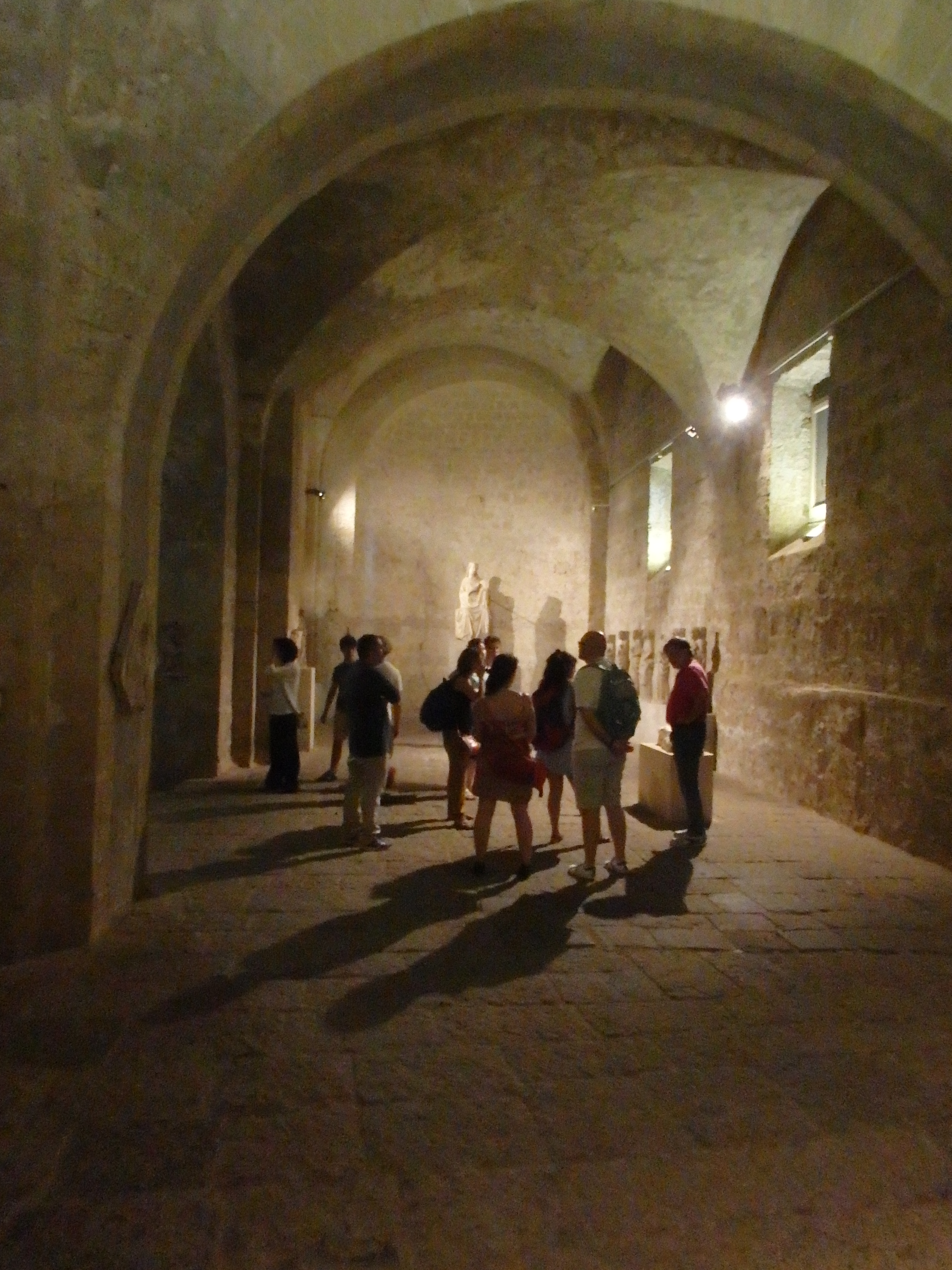
Souterrain de la chartreuse.
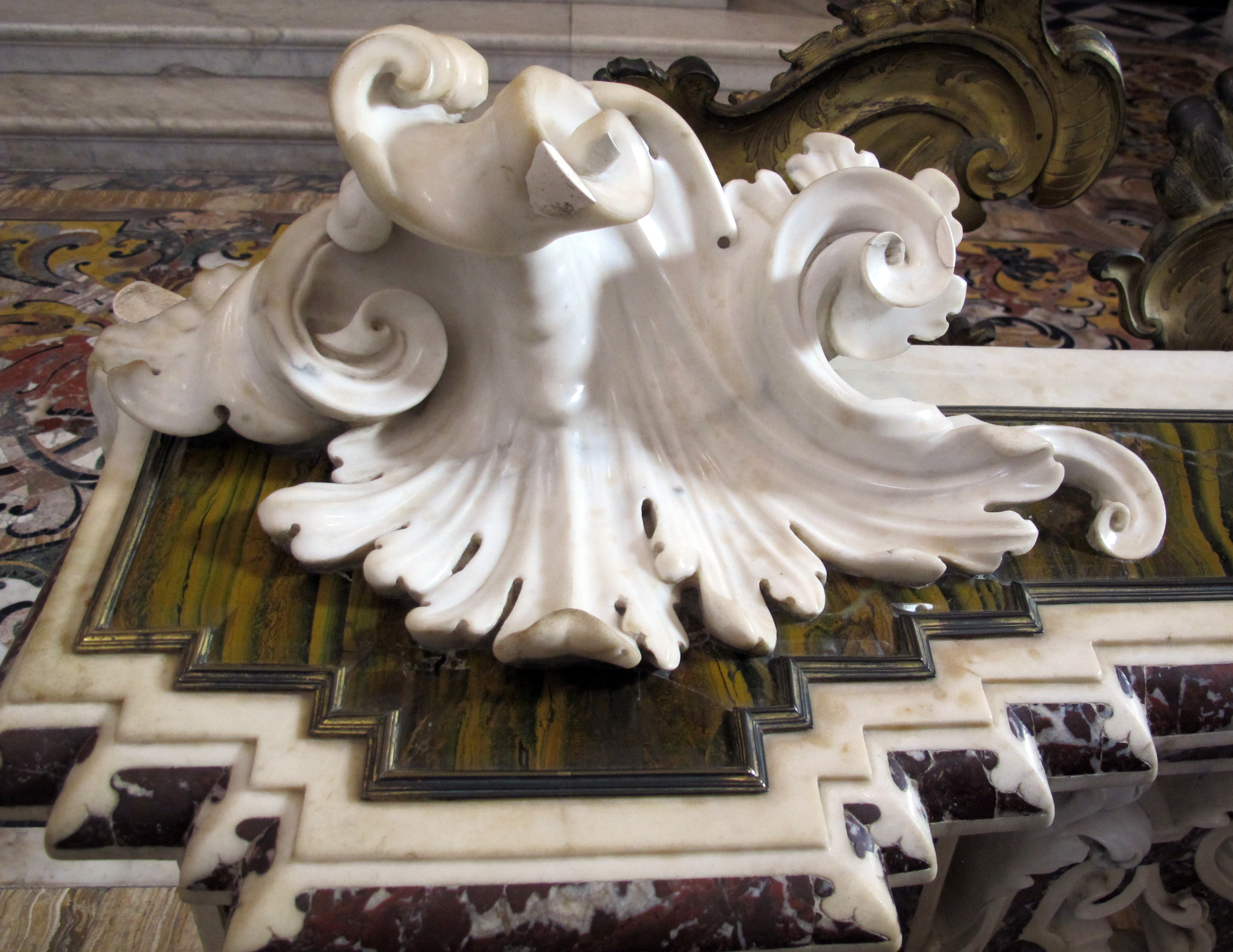
Détail de la balustrade en marbre devant l'autel : marbre blanc, onyx, marbre rouge et bronze.
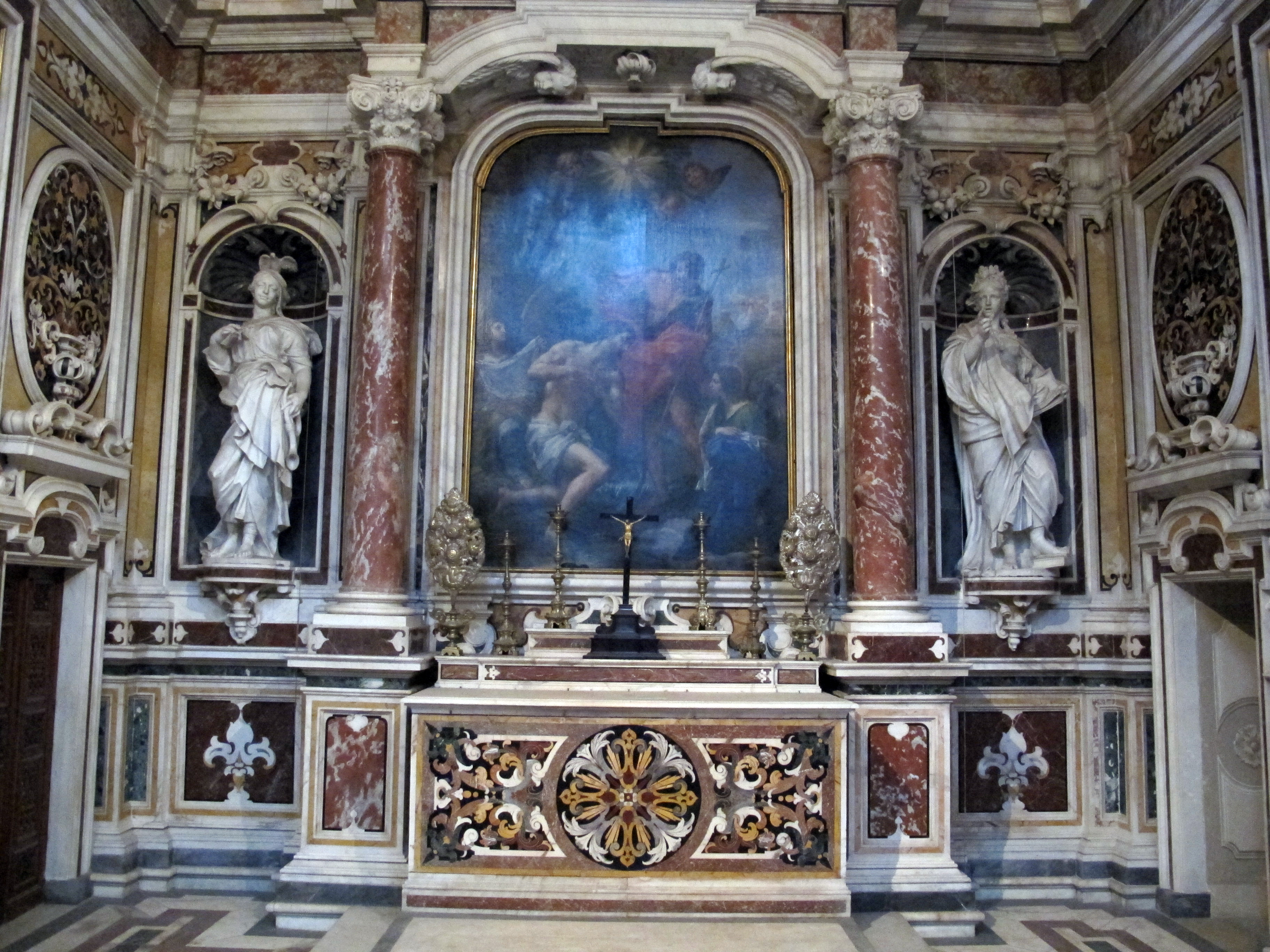
L'une des chapelles de l'église, avec décor presque exclusivement de marbre très finement ouvragé.
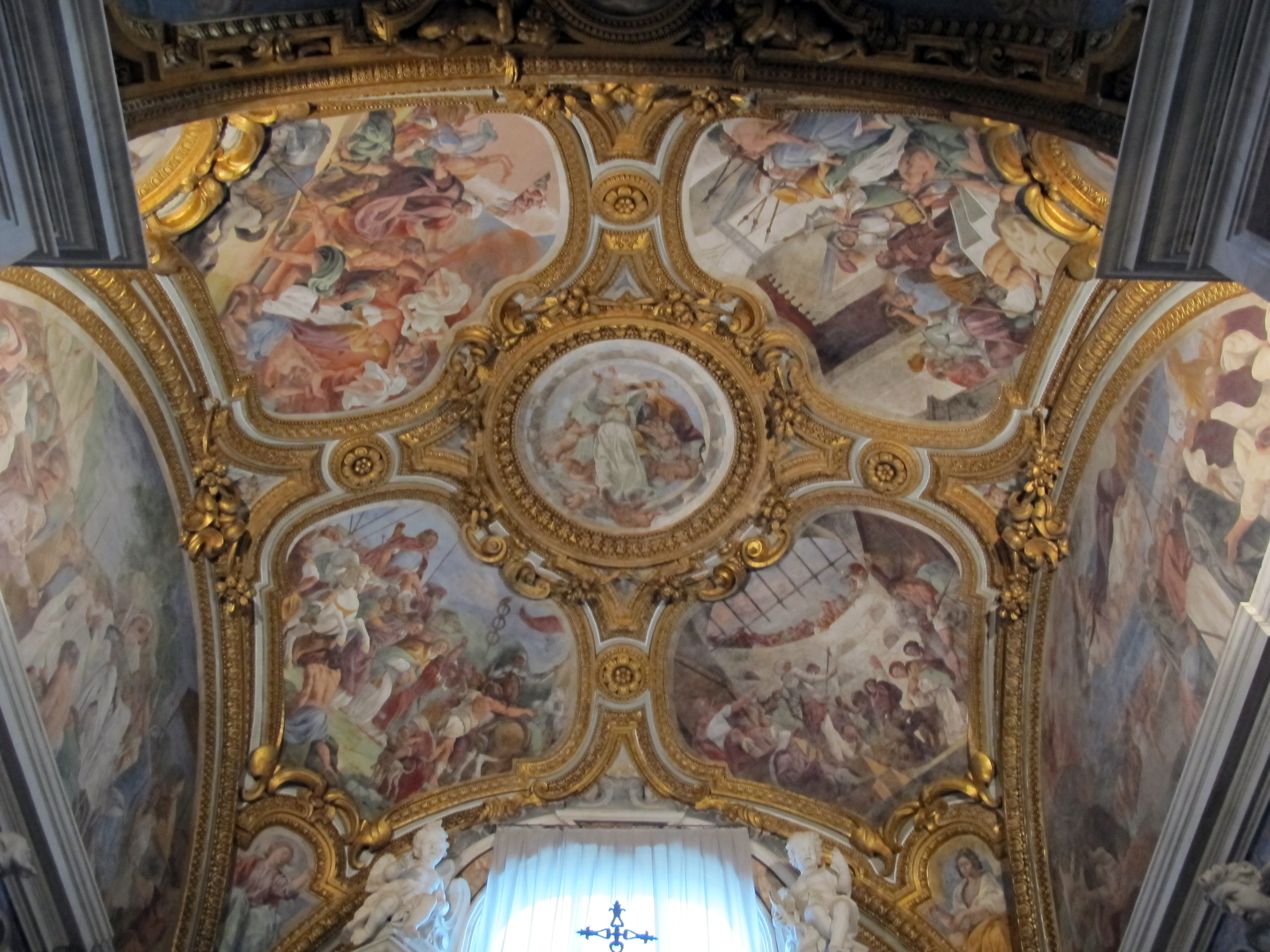
Le plafond de la même chapelle.
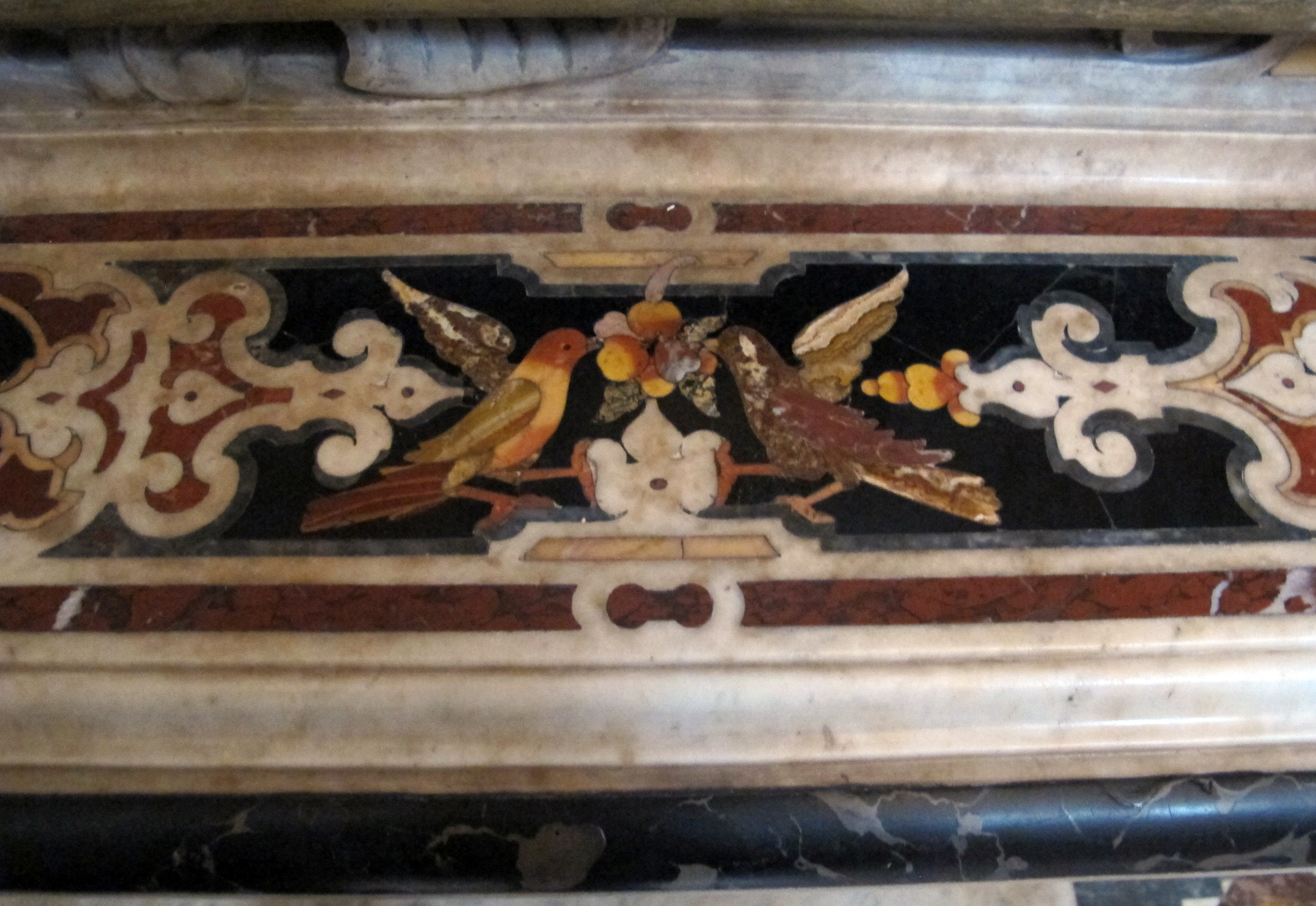
Détail d'une marqueterie de marbre dans le décor de cette chapelle.
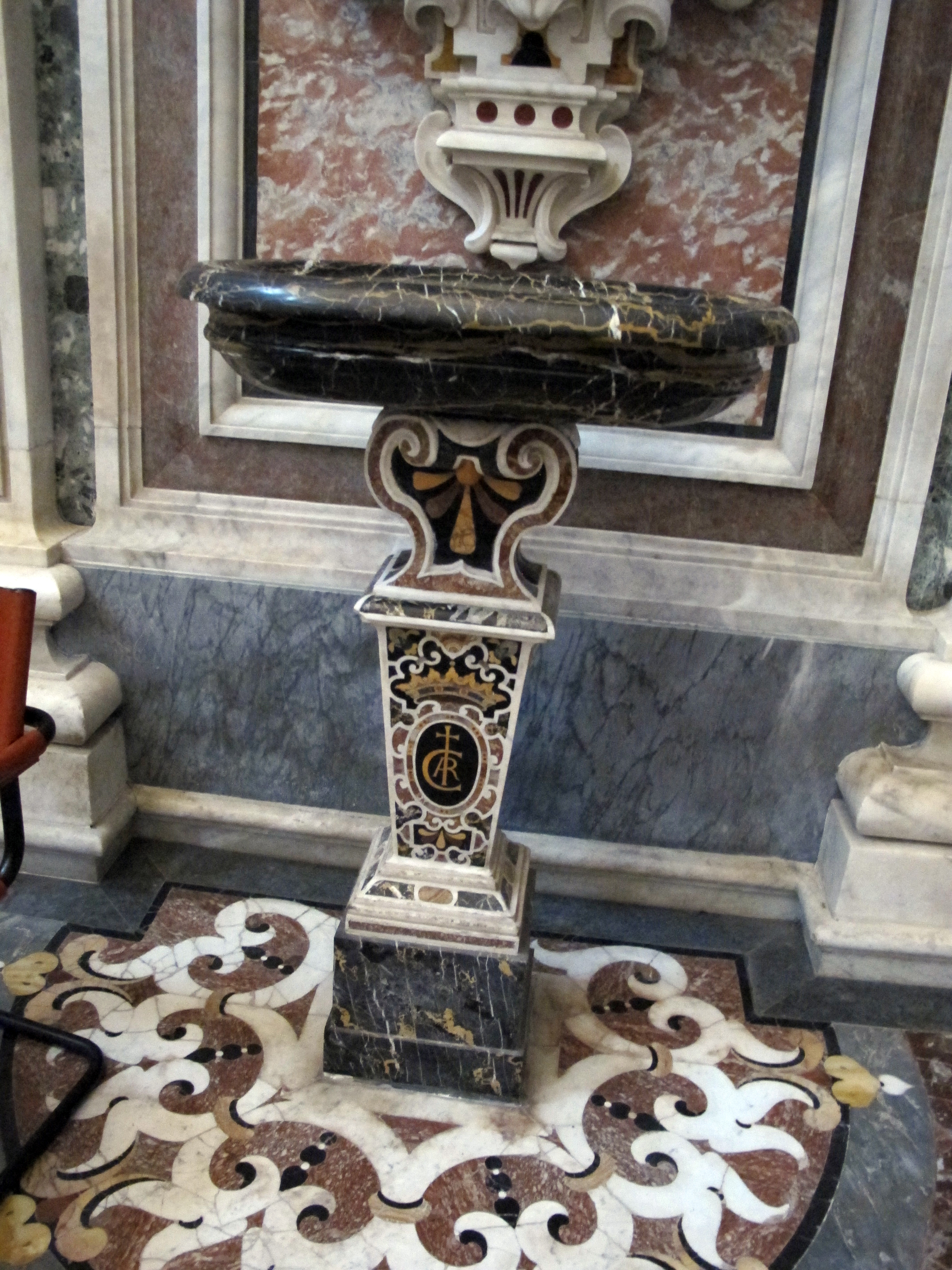
L'un des bénitiers dans l'église, tout en différents marbres polychromes.
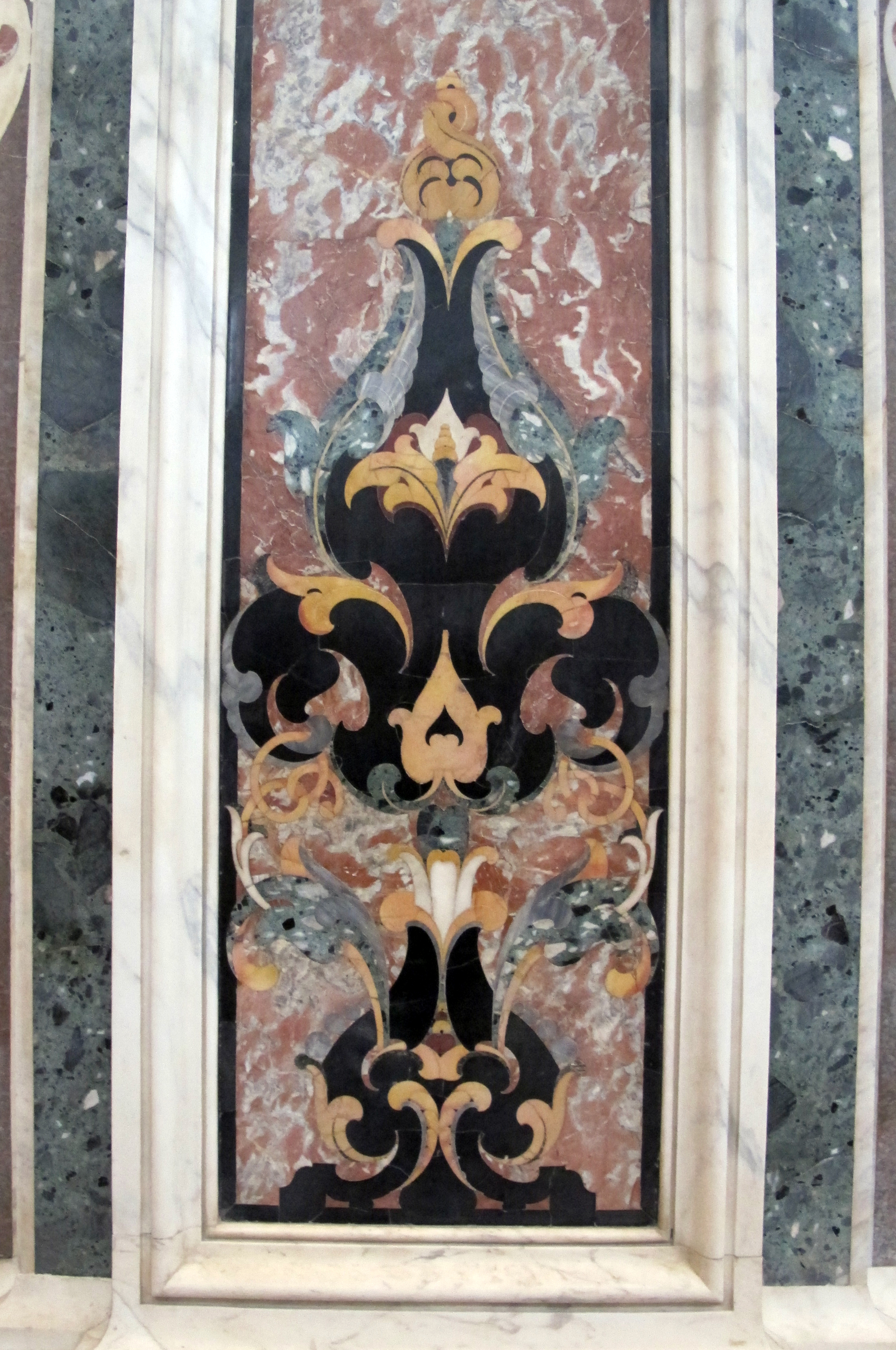
Marqueterie de marbre sur les piliers et les murs.
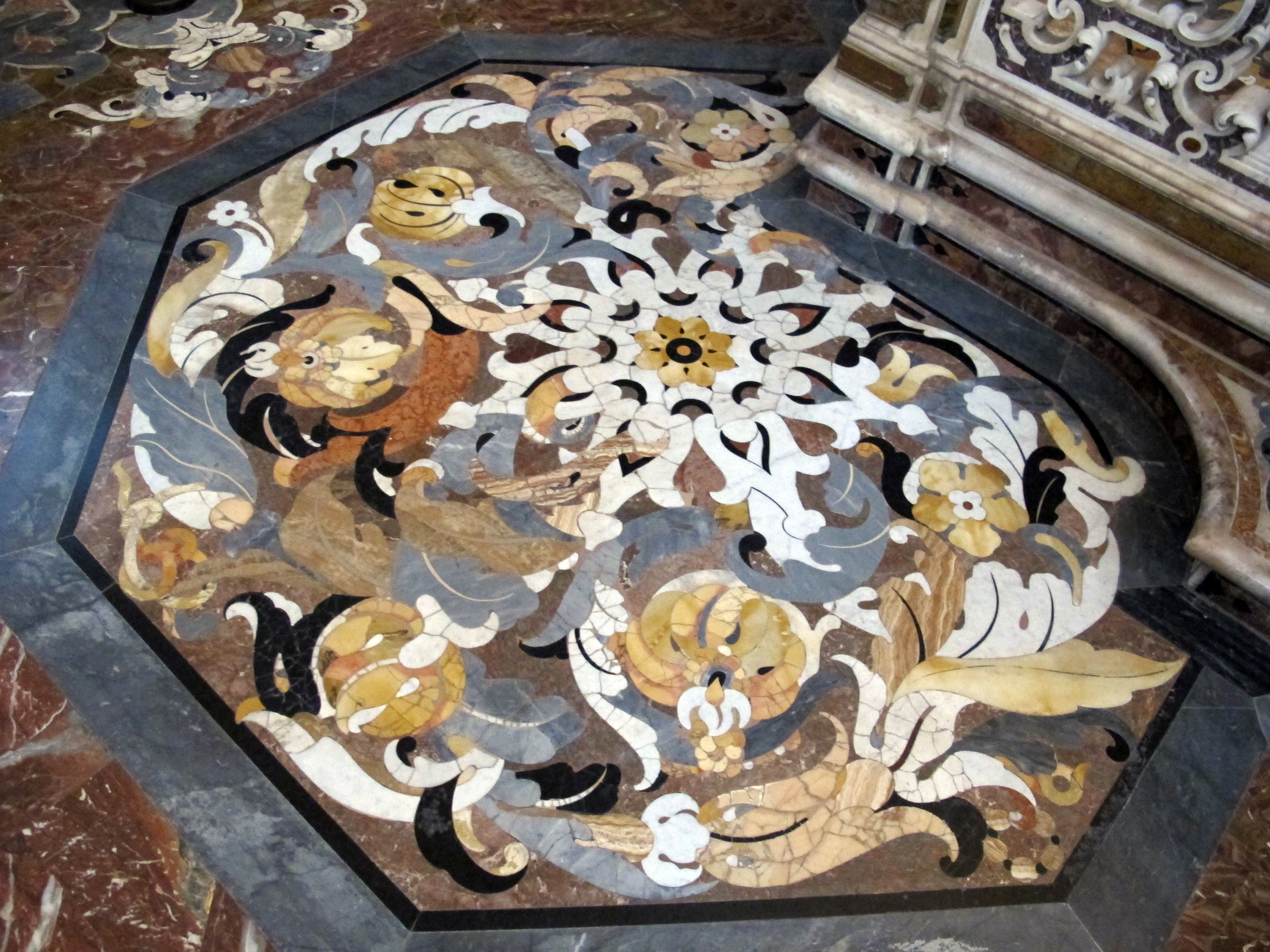
Marqueterie de marbre au sol de l'église.
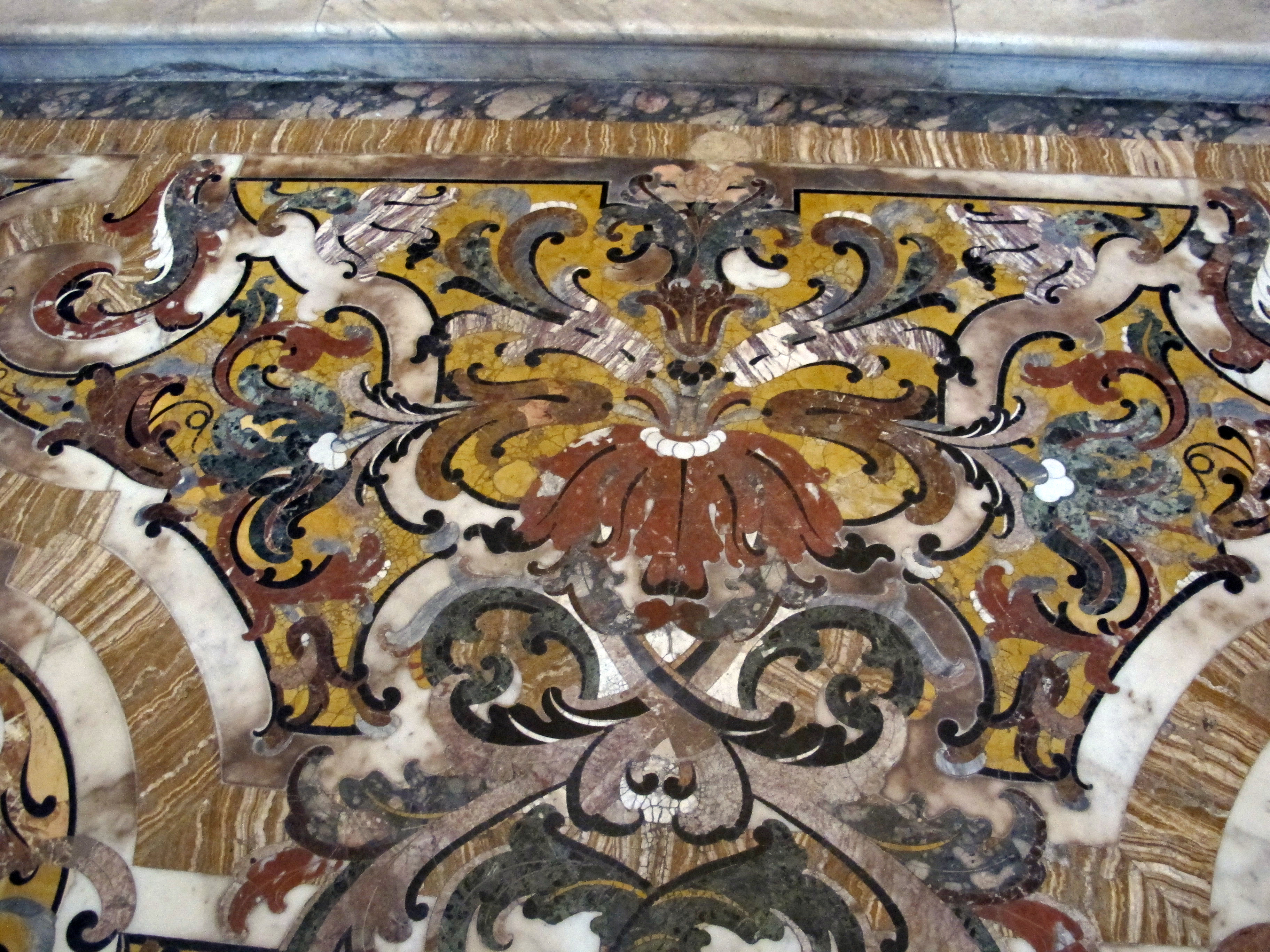
Marqueterie de marbre au sol.
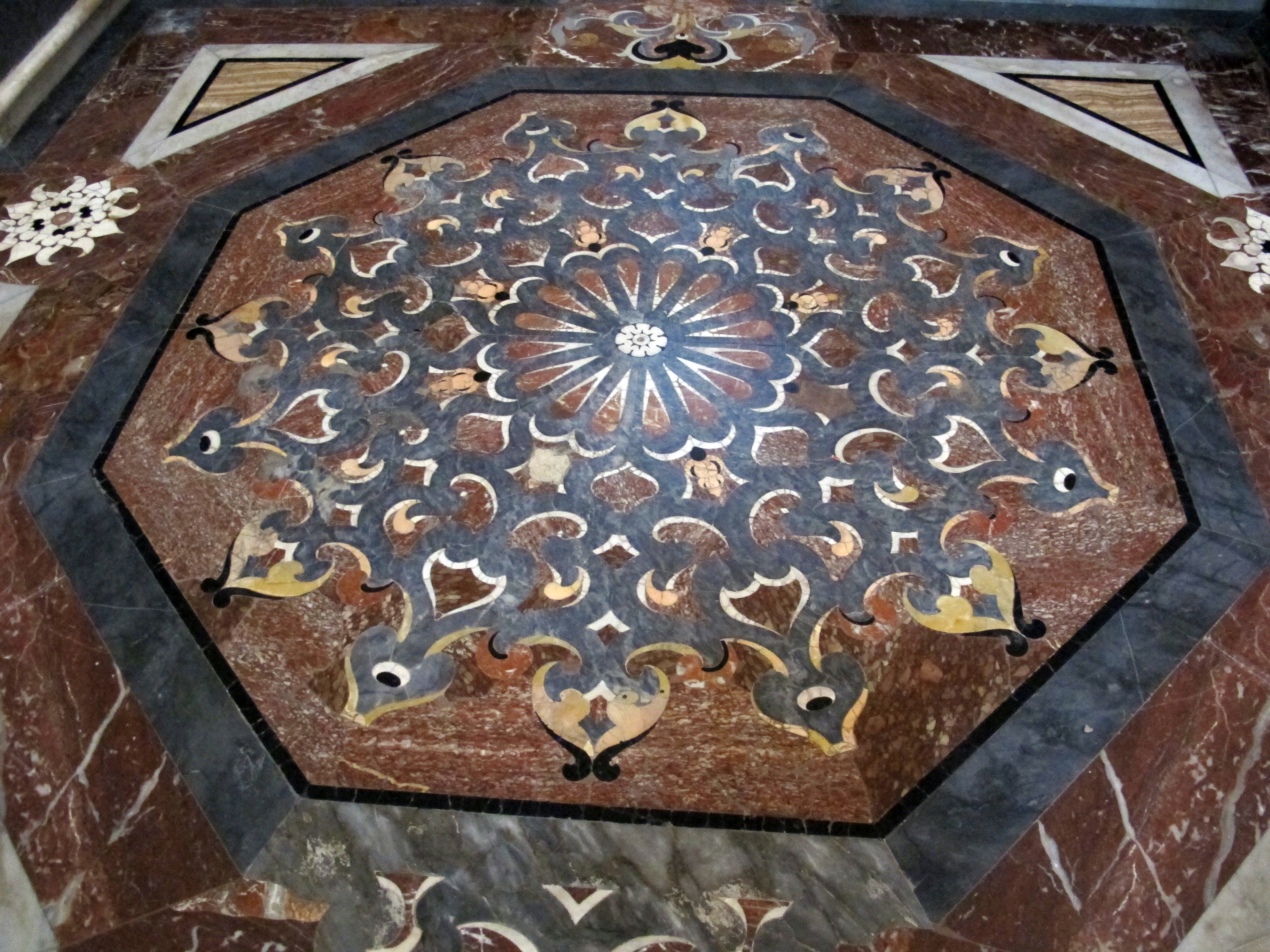
Marqueterie de marbre au sol.
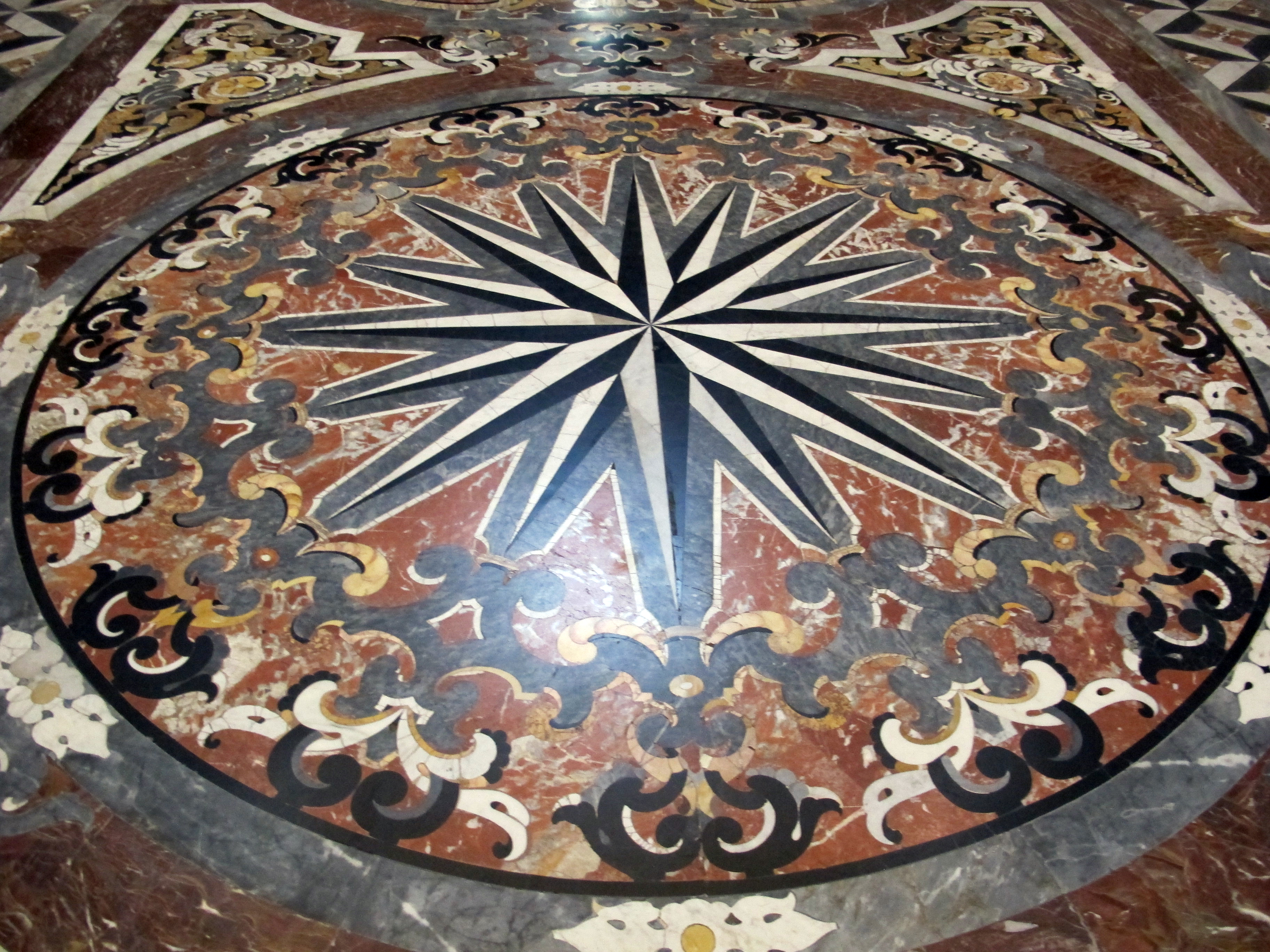
Marqueterie de marbre au sol au centre de la nef.
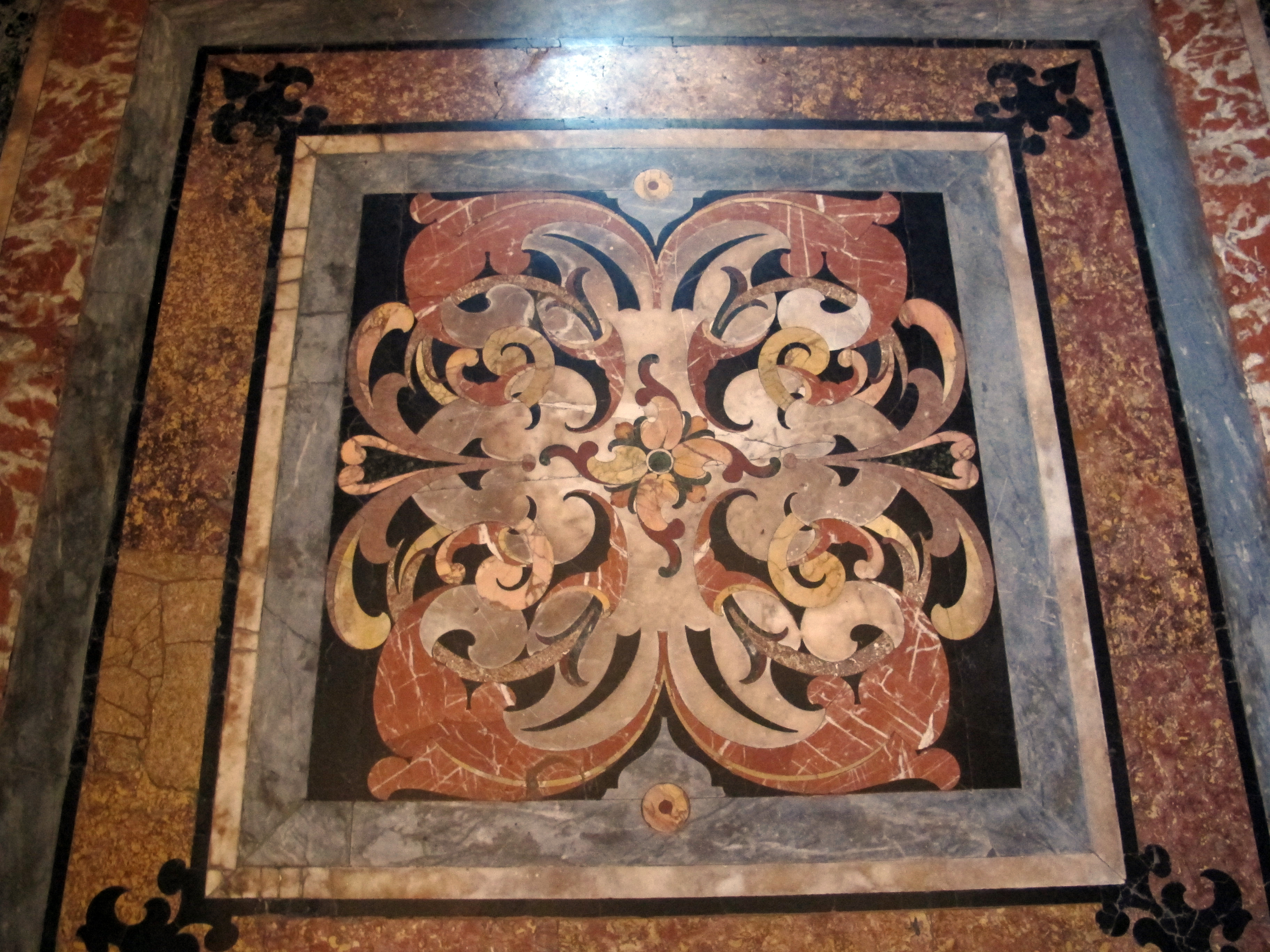
Marqueterie de marbre au sol.
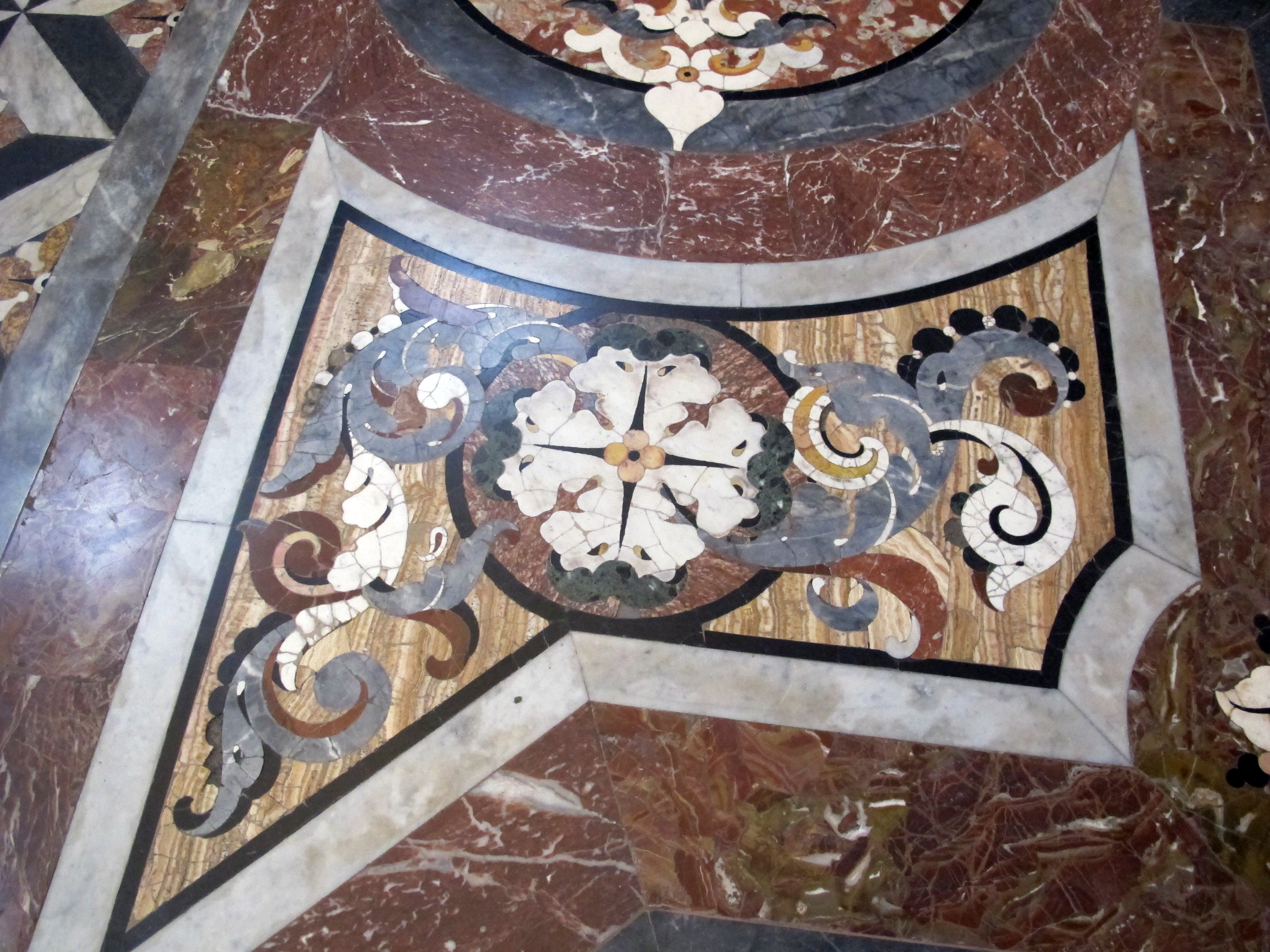
Détail de marqueterie de marbre au sol.
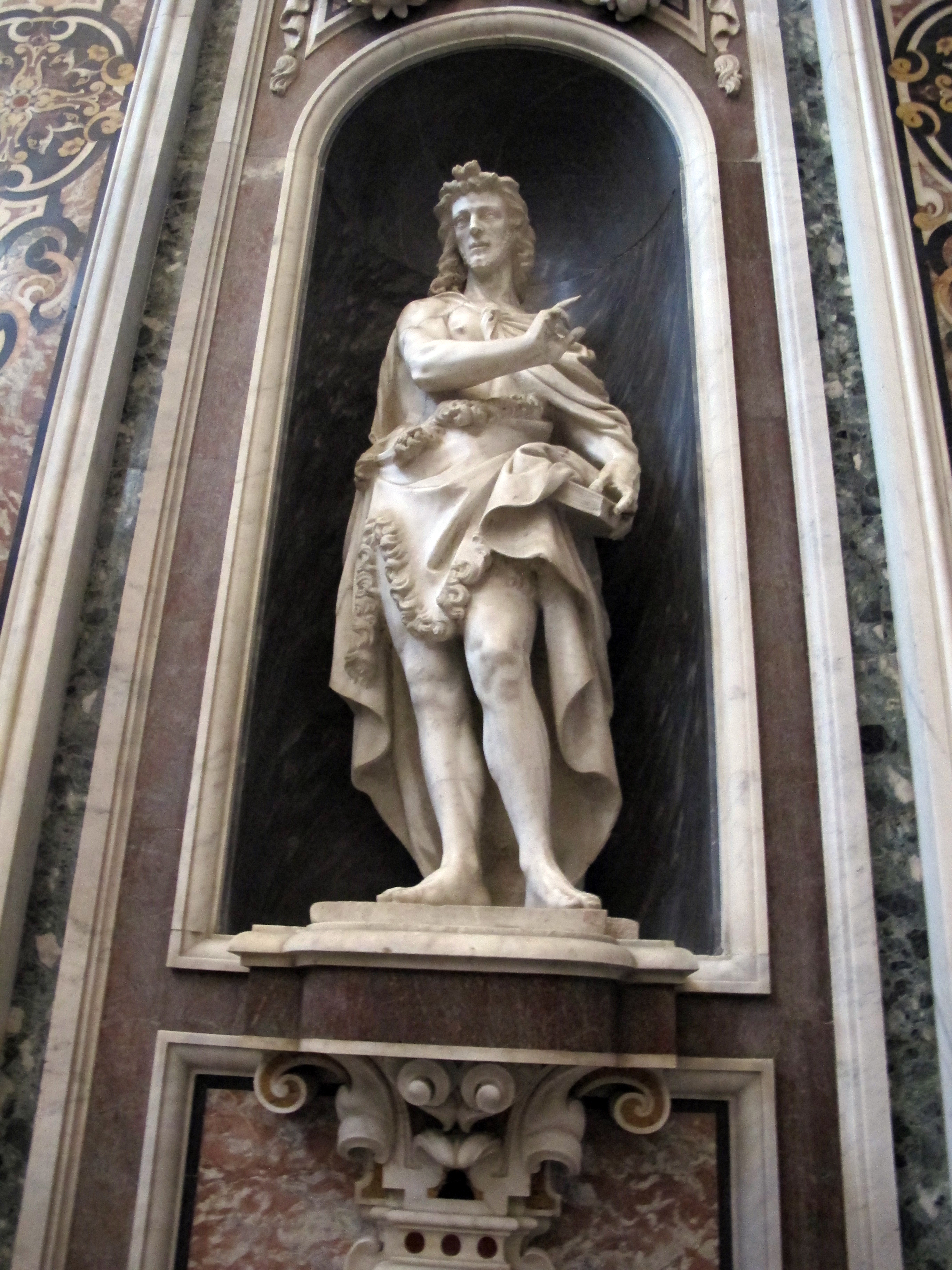
Statue de Saint Jean le Baptiste.